# Brooklyn Nets
O Brooklyn Nets é um time de basquete profissional americano baseado no bairro de Brooklyn, em Nova York. Os Nets competem na National Basketball Association (NBA) como membro da Divisão Atlântica da Conferência Leste. A equipe joga seus jogos em casa no Barclays Center. Eles são uma das duas equipes da NBA localizadas na cidade de Nova York; o outro é o New York Knicks.
A equipe foi criada em 1967 como uma franquia da liga rival da NBA, a American Basketball Association (ABA). Eles jogaram em Nova Jersey como New Jersey Americans durante a primeira temporada, antes de se mudarem para Long Island em 1968 e mudarem seu nome para New York Nets. Durante este tempo, os Nets ganharam dois títulos da ABA (1974 e 1976). Em 1976, a ABA fundiu-se com a NBA e os Nets foram absorvidos pela NBA junto com outras três equipes da ABA (San Antonio Spurs, Indiana Pacers e Denver Nuggets).
Em 1977, a equipe retornou a New Jersey e jogou como New Jersey Nets de 1977 a 2012. Durante esse tempo, os Nets venceu dois títulos consecutivos da Conferência Leste (temporadas 2001-02 e 2002-03), mas não conseguiu vencer um título da liga. No verão de 2012, a equipe mudou-se para o Barclays Center e tomou seu atual nome geográfico.

## História

### 1967–1976: Os anos na ABA
A franquia foi criada em 1967 como um membro fundador da American Basketball Association (ABA), com o magnata de caminhões Arthur J. Brown como o proprietário. A equipe recebeu o nome de New York Americans e Brown pretendia que a equipe jogasse na 69th Regiment Armory em Manhattan, mas a pressão do New York Knicks da National Basketball Association (NBA) forçou os Americans a achar outro lugar. Brown achou difícil encontrar um local de reposição adequado em Nova York. Muitos deles estavam lotados e outros tinham proprietários que não queriam irritar os Knicks abrindo suas portas para um time rival. A equipe finalmente se estabeleceu no Teaneck Armory em Teaneck, New Jersey. Enquanto o nome da franquia permaneceu oficialmente como New York Americans, eles jogaram como New Jersey Americans. Não seria a última vez que os Knicks afetariam diretamente o futuro da franquia.
Os Americans jogaram muito bem em sua primeira temporada, empatando com o Kentucky Colonels no quarto (e último) lugar classificatório para os playoffs na Divisão Leste, precisando de um jogo de desempate para ver quem iria aos playoffs. No entanto, o Teaneck Armory foi reservado, forçando os Americans a lutar por uma quadra substituta de última hora. Eles encontraram a Long Island Arena em Commack, Nova York.
Quando os Americans e Colonels chegaram para o jogo, eles descobriram que o chão tinha várias tábuas e parafusos faltando e era instável em várias áreas. Não havia nenhum preenchimento nas tabelas ou suportes de cesta e uma cesta parecia ser mais alta que a outra. Depois que os Colonels se recusaram a jogar sob estas condições, o comissário da liga, George Mikan, determinou que os Americans não tinham providenciado instalações de jogo aceitáveis e perderam o jogo para os Colonels por uma placar simbólico de 2-0.
Após uma mudança planejada para Newark, New Jersey, a equipe optou por ficar na Long Island Arena pelo segundo ano, e mudou seu nome para New York Nets. O nome "Nets" foi usado porque rima com os nomes de duas outras equipes esportivas profissionais que jogavam na região metropolitana de Nova York na época: o New York Mets da Major League Baseball e o New York Jets da American Football League.

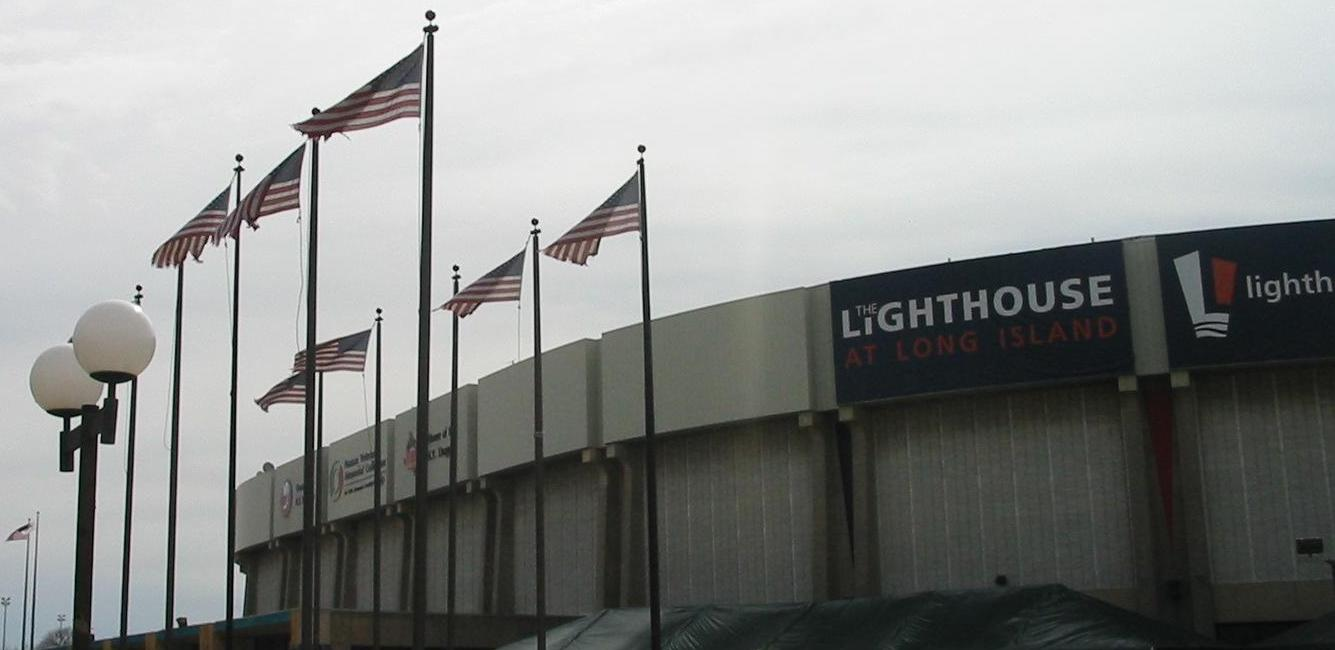
O Nassau Veterans Memorial Coliseum foi o lar do New York Nets de 1972 a 1977.

A equipe terminou em último em sua primeira temporada em Nova York com um recorde de 17-61. Brown vendeu a equipe para o fabricante de roupas, Roy Boe, depois daquela temporada. Boe começou com grandes esperanças para o período de pré-temporada. Desesperado por uma estrela, a equipe perseguiu a estrela da UCLA, Lew Alcindor, e conquistou os direitos dele em um draft secreto da ABA. Alcindor teria se interessado em jogar em Nova York, mas depois de contemplar suas opções por um mês, ele optou por assinar com o Milwaukee Bucks da NBA.
Os Nets seguiram em frente com seus planos e se mudarem para o Island Garden, em West Hempstead. Liderado por Levern Tart, um dos melhores marcadores da ABA, os Nets terminaram em quarto lugar e foram para os playoffs pela primeira vez na história da franquia na temporada de 1969-70. Durante o período de pós-temporada de 1970, a equipe finalmente conseguiu adquirir uma estrela: Rick Barry. Depois de outra temporada de playoffs no Island Garden, a equipe mudou-se para o novíssimo Nassau Veterans Memorial Coliseum em Uniondale no final da temporada de 1971-72.

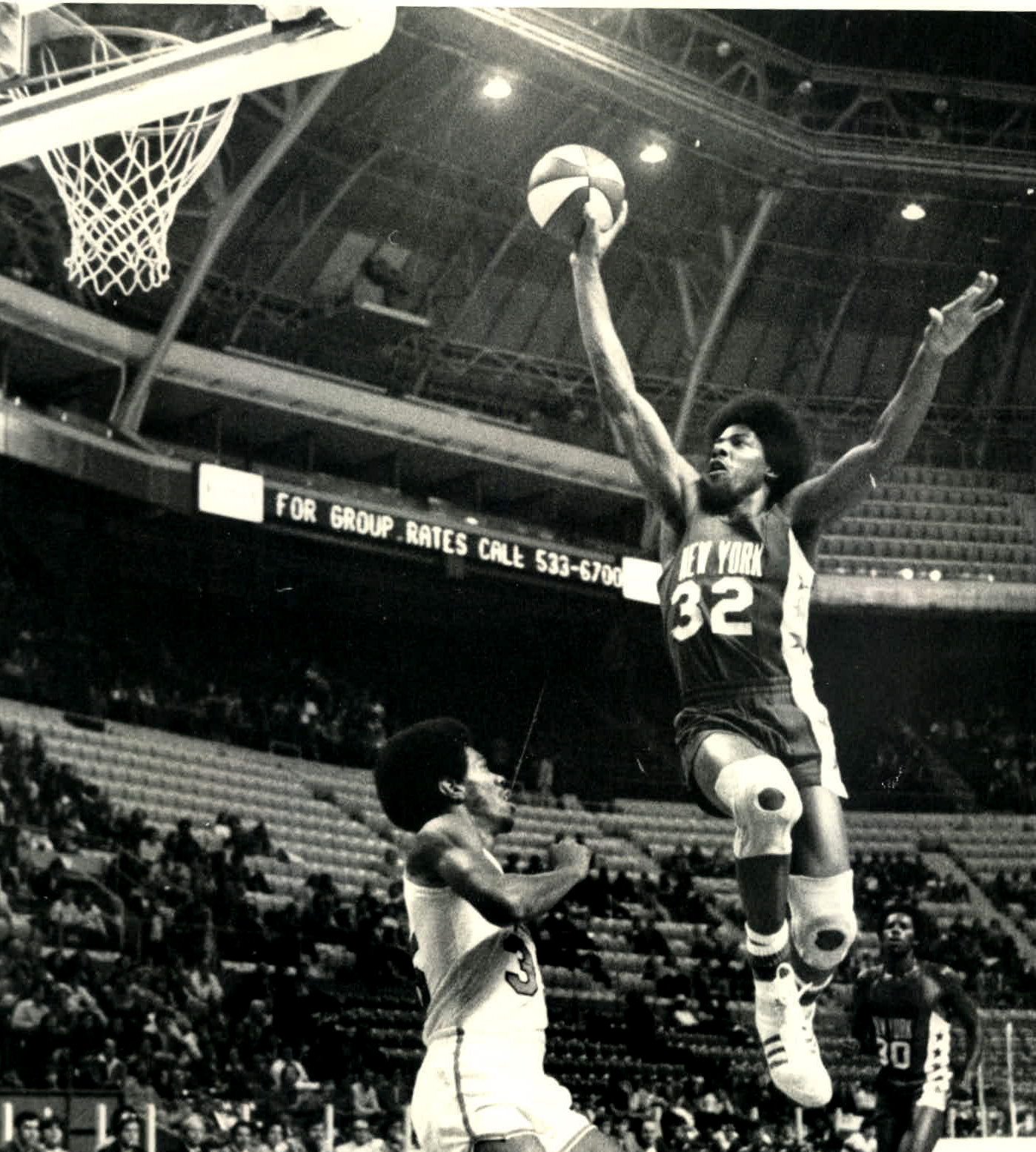
Após a aquisição de Julius Erving, os Nets venceriam dois títulos da ABA.

Em 1972, dois anos após a aquisição de Barry, os Nets avançaram pela primeira vez para as primeiras finais da ABA. No entanto, eles não conseguiram superar o Indiana Pacers e perderam a série por 4-2. Barry saiu depois da pós-temporada, enviando os Nets para o modo de reconstrução. A temporada de 1972-73 foi de decepção, já que os Nets conseguiram vencer apenas 30 jogos.
A temporada de 1973-74 viu os Nets finalmente juntar todas as peças. O principal evento da temporada viria em 1973, quando eles adquiriram Julius Erving dos Virginia Squires. Com Erving, que era carinhosamente conhecido como "Dr. J", os Nets terminaram a temporada com 55 vitórias. Depois que Erving foi eleito o MVP da ABA, os Nets ganharam seu primeiro título, derrotando o Utah Stars nas finais.
O sucesso continuou na temporada de 1974-75, ao superar o recorde de vitórias da temporada anterior, ganhando 58 jogos - um recorde que ainda permanece até hoje. Os Nets, no entanto, foram eliminados na primeira rodada do playoffs para o Spirits of St. Louis.
Uma tragédia atingiu o Nets na tarde de 24 de junho de 1975, Wendell Ladner faleceu quando o voo 66 da Eastern Air Lines caiu após ser atingido por um forte vento na aproximação final ao Aeroporto Internacional John F. Kennedy.
Os Nets continuaram suas vitórias na temporada de 1975-76 - a temporada final da ABA - com Erving levando-os a uma temporada de sucesso de 55 vitórias; ele também foi nomeado MVP novamente naquele ano. Depois de uma série exaustiva com o Denver Nuggets, os Nets venceram a última Final da ABA em seis jogos.

### 1976–1981: A mudança para a NBA e retorno a New Jersey
No verão de 1976, a fusão ABA-NBA finalmente aconteceu. Como parte do acordo de fusão, quatro equipes da ABA - Nets, Denver Nuggets, Indiana Pacers e San Antonio Spurs - se juntaram à NBA. Os Nets e os Nuggets haviam se inscrito para entrar na NBA em 1975, mas foram forçados a jogar mais uma temporada na ABA por ordem judicial. Antes de sua primeira temporada na NBA, os Nets trocaram duas escolhas de draft com o Kansas City Kings em troca do armador Nate Archibald. Os Nets pareciam prontos para continuar de onde pararam no ABA.
No entanto, eles tiveram uma grosseira surpresa quando a NBA forçou os Nets a pagar US$ 4,8 milhões adicionais diretamente aos Knicks por "invadirem" a área de Nova York. Logo após os US$ 3,2 milhões que a equipe teve que pagar para ingressar na NBA, isso deixou Boe com pouco dinheiro e ele foi forçado a renegar um aumento de salário prometido para Erving, que se recusou a jogar pelos Nets sob estas condições.
Os Nets ofereceram o contrato de Erving aos Knicks em troca de renunciar a indenização mas os Knicks recusaram. Quando o Philadelphia 76ers se ofereceu para adquirir Erving por US$ 3 milhões - aproximadamente a mesma quantia que eles tinham que pagar pela associação à NBA - Boe tinha pouca escolha a não ser aceitar. Em essência, os Nets foram forçados a trocar seu principal jogador por uma vaga na NBA.
Sem Erving na temporada de 1976-77, eles tiveram o pior recorde da liga: 22-60. Em fevereiro de 1977, eles se tornaram a primeira equipe da NBA a ter uma equipe titular com todos os jogadores canhotos: Tim Bassett, Al Skinner, Bubbles Hawkins, Dave Wohl e Kim Hughes.
Devido à baixa presença de público e à má imagem financeira em Long Island, Boe decidiu transferir a franquia de volta para Nova Jersey antes da temporada de 1977-78. Os Knicks mais uma vez se tornaram um obstáculo e ameaçaram bloquear o movimento porque infringiriam seus direitos territoriais exclusivos para Nova Jersey. Os Nets responderam processando os Knicks com base no fato de que suas ações violavam as leis. O processo foi resolvido entre as equipes depois que a liga e o estado de Nova Jersey intervieram e os Nets concordoram em pagar mais US$ 4 milhões aos Knicks pelos direitos de movimento.
Com a mudança oficial, a equipe foi renomeada para New Jersey Nets. Enquanto a equipe aguardava a conclusão de uma nova arena no Meadowlands Sports Complex, em East Rutherford, eles jogaram quatro temporadas no Rutgers Athletic Center, na Universidade Rutgers, em Piscataway. A temporada de 1978-79 viu o time, auxiliado pelo forte jogo de Bernard King, se qualificar para a sua primeira aparição nos playoffs da NBA. Eles perderam para o Philadelphia 76ers na primeira rodada. Essa derrota estabeleceu o cenário para um período de reconstrução na próxima década.

### 1981–1986: Um começo promissor para a década

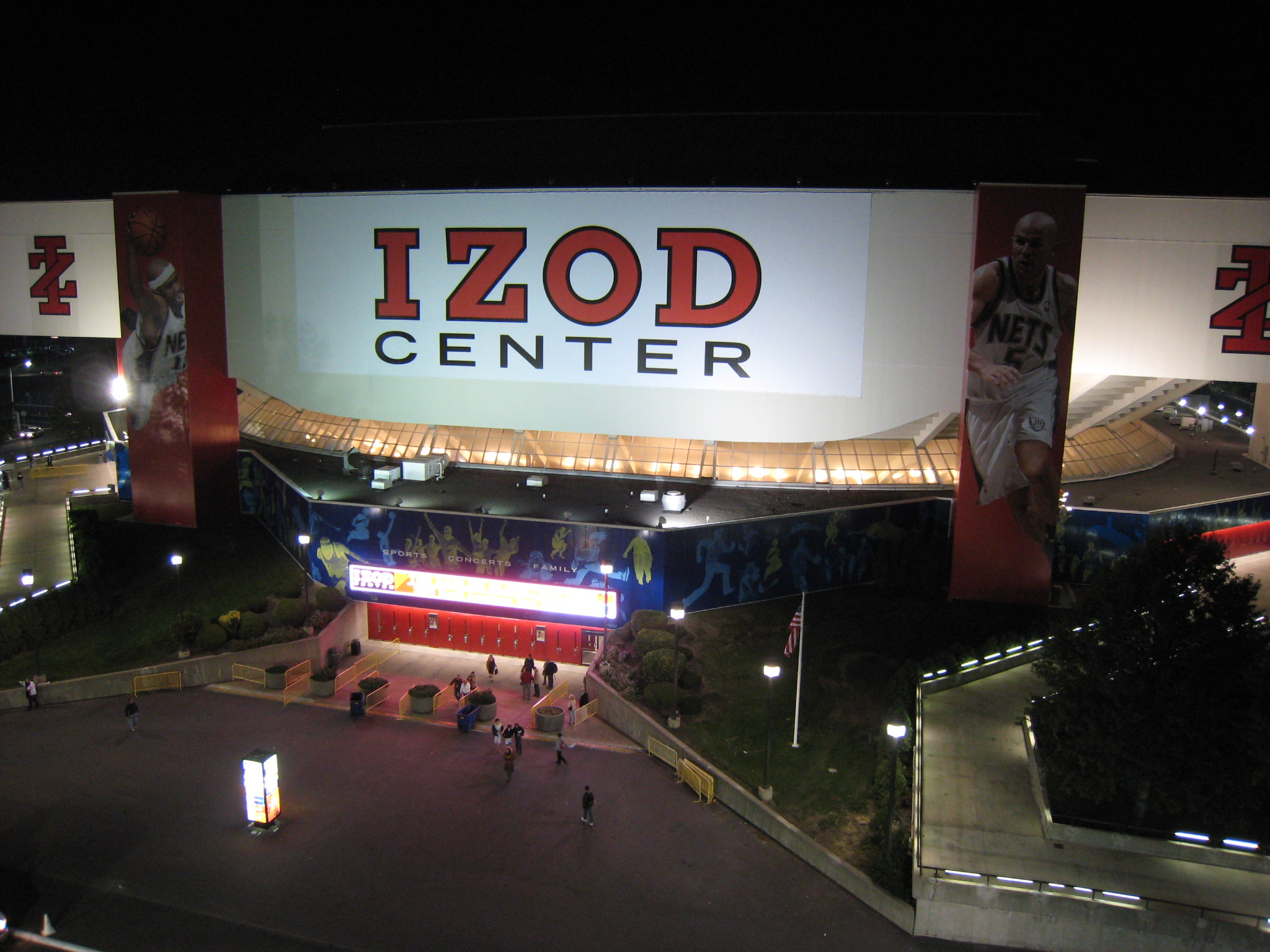
O IZOD Center, antigamente Brendan Byrne e Continental Airlines Arena, foi a casa dos Nets de 1981 a 2010.

Em 1981, a equipe mudou-se para Meadowlands, para a agora concluída Brendan Byrne Arena (que ficou conhecida como Continental Airlines Arena em 1996 e foi rebatizada como Izod Center em outubro de 2007) e teve sucesso modesto em quatro temporadas consecutivas. Na temporada de 1982-83, sendo treinado por Larry Brown, os Nets estava tendo sua melhor temporada desde que ingressou na NBA. No entanto, Brown aceitou o cargo de treinador na Universidade do Kansas durante o último mês da temporada. Os Nets nunca se recuperaria da troca de treinadores e perderiam na primeira rodada dos playoffs para o New York Knicks.
Na temporada de 1983-84, os Nets colocaram em quadra o que se acreditava ser seu melhor time desde que ingressou na liga. Liderados por Darryl Dawkins, Buck Williams, Otis Birdsong e Micheal Ray Richardson, a equipe venceu sua primeira série de playoffs da NBA, derrotando o atual campeão 76ers na primeira rodada dos playoffs antes de perder para o Milwaukee Bucks nas semifinais da Conferência Leste.
Lesões assolaram a equipe durante a temporada de 1984-85, mas os Nets ainda conseguiram vencer 42 jogos antes de ser eliminado dos playoffs pelo Detroit Pistons.

### 1986–1990: Anos atormentados por lesões

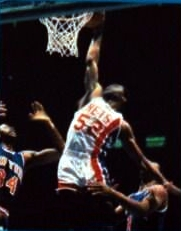
Buck Williams liderou os Nets em rebotes pela maior parte da década de 1980 e estabeleceu muitos recordes em suas oito temporadas em Nova Jersey.

Na temporada de 1985–86, o técnico recém-contratado Dave Wohl ajudou a levar os Nets a um respeitável recorde no início da temporada de 23-14. O início promissor de New Jersey se dissipou com a perda de dois de seus astros: Micheal Ray Richardson reprovou um teste de drogas pela terceira vez e foi banido da liga para sempre e Darryl Dawkins só jogou 39 jogos devido a uma lesão nas costas. Os veteranos, Buck Williams e Mike Gminski, preencheram a lacuna e ajudaram o time tanto no ataque quanto na defesa, ajudando o Nets a ganhar a 7ª vaga nos playoffs com um recorde de 39-43. Eles foram derrotados pelo Milwaukee Bucks na primeira rodada. Esta seria a primeira das muitas temporadas perdedoras para os Nets e a equipe não se classificaria para os playoffs novamente até a temporada de 1991-92.
New Jersey adquiriu Orlando Woolridge e Dwayne "Pearl" Washington na esperança de fortalecer o time, mas a temporada só trouxe mais infelicidade. Dawkins escorregou em sua banheira e sofreu outra lesão nas costas, efetivamente terminando sua carreira. Birdsong jogou em apenas sete jogos, enquanto cuidava de uma fratura na perna e Washington teve um desempenho de má qualidade. Os Nets terminaram a temporada de 1986-87 com um recorde de 24-58, o pior da equipe desde 1980.
Na esperança de maximizar a saúde da equipe na próxima temporada, os Nets trocaram Dawkins por John Bagley e Keith Lee. Os Nets selecionaram Dennis Hopson (a frente de Scottie Pippen, Reggie Miller e Kevin Johnson) como a terceira escolha do draft de 1987, na esperança de restabelecer uma defesa estável. No entanto, as lesões voltaram a atormentar quando Bagley, Lee e Tony Brown se machucaram no início da temporada de 1987-88. Além disso, Orlando Woolridge foi suspenso por violar a política de abuso de substâncias da liga. O New Jersey demitiu o técnico Wohl após 15 jogos e passou por três treinadores diferentes ao longo da temporada, terminando com o segundo pior recorde da liga: 19-63.
Hopson nunca foi capaz de viver de acordo com as expectativas da organização e Chris Morris (escolha no draft de 1988) e Mookie Blaylock (escolha no draft de 1989) também falharam em reverter a descida da equipe. Na temporada de 1989-90, os Nets terminariam com o pior recorde da NBA e de sua história: 17-65.

### 1990–1996: Outro começo e promissores

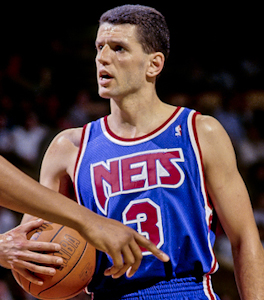
Dražen Petrović jogou três temporadas com os Nets antes de ser morto em um acidente de carro. Sua camisa número 3 foi aposentada pela equipe

Durante o início dos anos 90, os Nets começaram a melhorar por causa de um núcleo de jovens jogadores. New Jersey escolheu Derrick Coleman como a primeira escolha do draft de 1990 e Kenny Anderson com a segunda escolha do draft de 1991. Os Nets contrataram Dražen Petrović em uma troca com o Portland Trail Blazers. Embora os Nets não tenha terminado com um recorde de vitórias na temporada de 1991-92, eles terminaram em sexto na conferência e se classificaram para os playoffs. Os Nets perderam para o Cleveland Cavaliers na primeira rodada e o técnico Bill Fitch saiu depois da temporada.
A equipe melhorou significativamente na temporada de 1992-93, liderada pelo trio emergente, Petrović, Coleman e Anderson. O treinador Chuck Daly, que havia sido demitido do Detroit Pistons após a temporada de 1991-92, foi contratado pelos Nets. No entanto, as lesões de Anderson e Petrović no final da temporada levaram a equipe a uma queda e eles terminaram a temporada com um recorde de 43-39, que novamente garantiu a sexta posição e um encontro com os Cavaliers na primeira rodada dos playoffs. Com Anderson fora com uma mão quebrada e Petrović jogando com o joelho lesionado, os Nets perderam uma série difícil de cinco jogos.
Os Nets sofreram uma tragédia quando Petrović foi morto em um acidente de carro na Alemanha. Ainda assim, a equipe conseguiu vencer 45 jogos durante a temporada de 1993-94. Os Nets novamente se classificaram para os playoffs com a sétima posição mas foram eliminado pelo New York Knicks na primeira rodada.
Após a temporada de 1993-94, Daly se demitiu e Butch Beard foi contratado para ser o treinador principal da equipe. Em meados da década de 1990, o principal problema de imagem da NBA eram de atletas egoístas e imaturos e os Nets exemplificava isso. Em 1995, Coleman apareceu na capa da Sports Illustrated como o garoto-propaganda do jogador egoísta da NBA, com Anderson, Benoit Benjamin, Dwayne Schintzius e Chris Morris entre os atletas mencionados. A reputação do time era tão ruim que, em um esforço para esquecer sua imagem negativa, o presidente da equipe Jon Spoelstra decidiu renomear o time como New Jersey Swamp Dragons em 1994. Depois que a equipe obteve a aprovação e gastou US$ 500 mil em marcas, o nome acabou sendo rejeitado quando o co-proprietário, David Gerstein, mudou de ideia. Nas temporadas de 1994-95 e 1995-96, os Nets terminaram com um recorde de 30-52. Beard foi demitido após a segunda dessas duas temporadas.

### 1996–2001: Reconstrução e relocação
Em um esforço para começar de novo, Coleman e Anderson foram negociados durante a temporada de 1995-96 e New Jersey contratou o treinador da Universidade de Massachusetts, John Calipari, para treinar a equipe. Kerry Kittles foi selecionado no draft de 1996 e no meio da temporada de 1996-97, a equipe contratou Sam Cassell. Depois de uma temporada com um recorde de 26-56, os Nets fizeram uma importante troca de draft em junho de 1997, trocando Keith Van Horn, Lucious Harris e outros dois jogadores por Tim Thomas. O único jogador do início dos anos 90 que os Nets manteve foi Jayson Williams, que estava se tornando um especialista em rebotes.

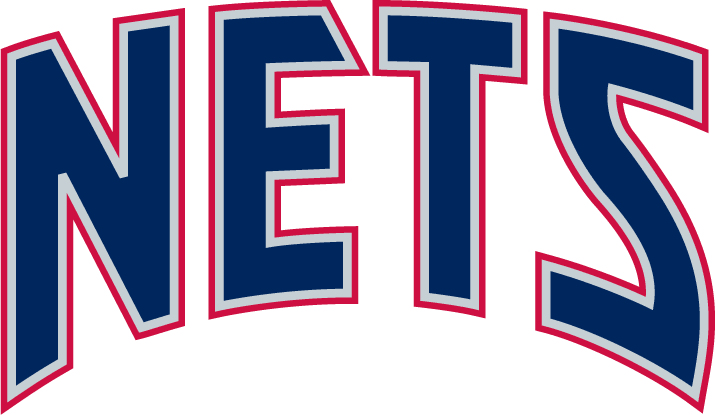
Logotipo usado em uniformes de New Jersey Nets de 1997 a 2012

A temporada de 1997-98 viu várias mudanças nos Nets. O primeiro foi um redesign da equipe que viu o afastamento do logotipo anterior em favor de um logotipo 3-D, que foi projetado por Patrick McDarby, representando uma tabela futurista que a equipe usou até a partida de New Jersey, juntamente com um novo conjunto de uniforme. O segundo foi o estilo de jogo da equipe, que resultou na permanência dos Nets na disputa dos playoffs durante a maior parte da temporada. A equipe jogou bem sob o comando de Calipari, vencendo 43 jogos e se classificando para os playoffs no último dia da temporada. Os Nets se classificaram para os playoffs em oitavo lugar na Conferência Leste e perderam para o Chicago Bulls nos playoffs de 1998.
A temporada de 1998-99 foi adiada por três meses devido a uma grave. Cassell se machucou no primeiro jogo da temporada e a equipe começou mal. Com um recorde de 3-17, Calipari foi demitido e substituído pelo assistente técnico Don Casey. A equipe não se recuperou de seu começo ruim e terminou com um recorde de 16-34. Com os Nets já eliminados da disputa dos playoffs em abril, Marbury colidiu com Williams em um jogo contra o Atlanta Hawks; Williams quebrou sua tíbia, a segunda vez que sofreu uma lesão assim em dois anos, e nunca mais jogaria na NBA.
A equipe optou por manter Don Casey como treinador na temporada de 1999-2000. Os Nets terminaram a temporada perdendo os 11 jogos finais do ano e terminando com um recorde de 31-51.
Em 2 de junho de 2000, os Nets contrataram Rod Thorn como novo presidente da equipe. Thorn, um executivo de longa data da NBA, era conhecido por selecionar Michael Jordan quando era o gerente geral do Chicago Bulls. Imediatamente, ele começou a montar os componentes da equipe mais talentosa da franquia desde os campeões da ABA em meados da década de 1970. Ele começou contratando o ex-astro da NBA, Byron Scott, como treinador. Com a primeira escolha do notoriamente fraco draft de 2000, os Nets selecionaram Kenyon Martin, da Universidade de Cincinnati. Contusões constantes atrapalharam a química do time e os Nets não conseguiram chegar aos playoffs nessa temporada.

### 2001–2004: Chegando as finais
Na noite do draft de 2001, os Nets trocaram os direitos de sua seleção na primeira rodada (Eddie Griffin) ao Houston Rockets por Richard Jefferson, Jason Collins e Brandon Armstrong, e selecionou Brian Scalabrine na segunda rodada. A troca foi amplamente considerada uma jogada inteligente dos Nets, já que eles precisavam ficar mais jovens e limpar a maior parte do peso morto que estava no banco.

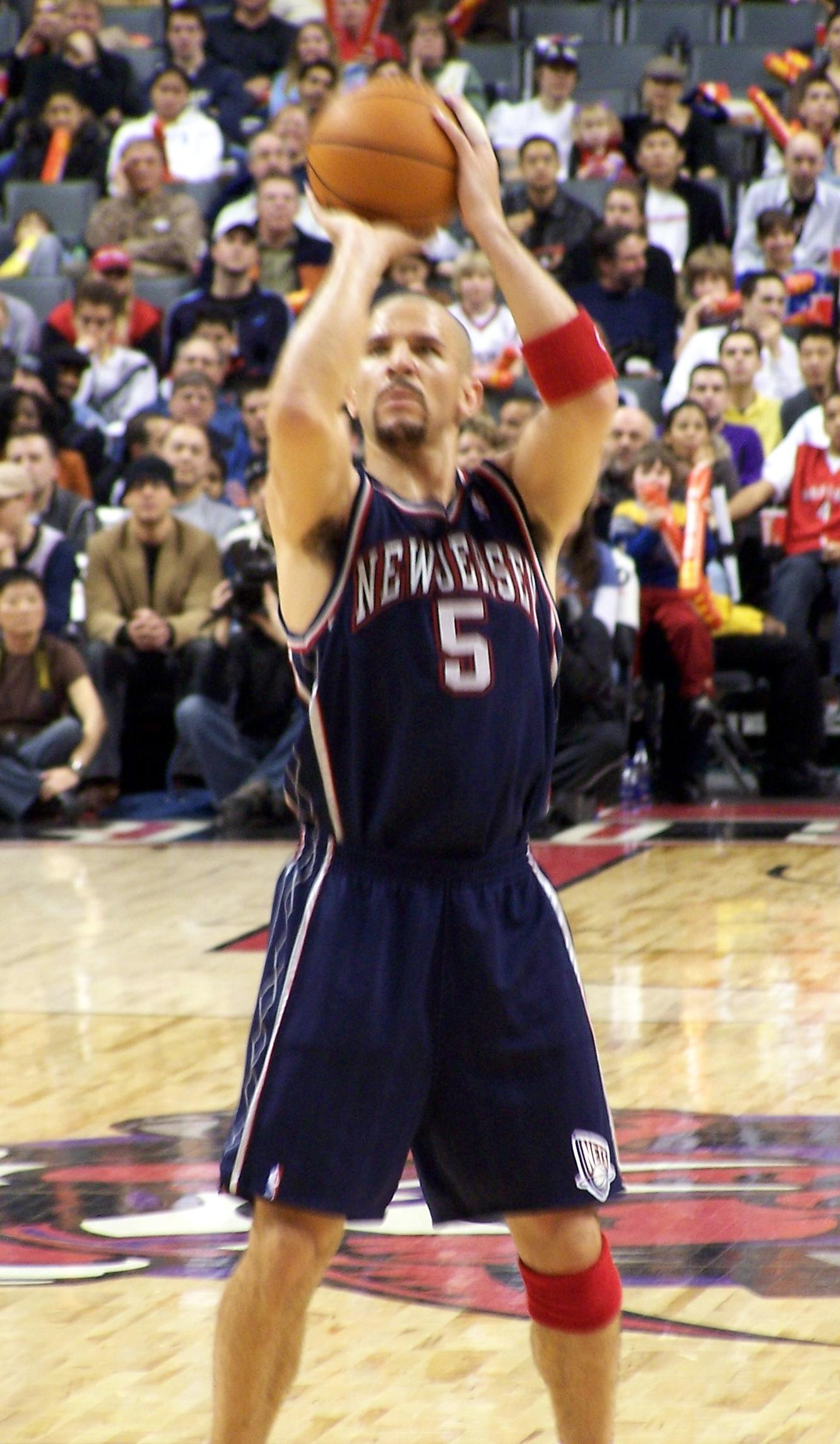
Jason Kidd foi adquirido pela equipe em 2001 e liderou o New Jersey em duas finais da NBA antes de partir em 2008. Ele voltaria para a equipe em 2013 como treinador.

Em 28 de junho de 2001, Thorn trocou Stephon Marbury e Johnny Newman para o Phoenix Suns pelo astro Jason Kidd e Chris Dudley (que os Nets dispensaram mais tarde). A mudança deu à equipe algo que lhe faltou durante praticamente toda a sua existência na NBA, um líder que melhorou seus companheiros de equipe. Os Nets se tornaram um dos times mais empolgantes da liga na temporada de 2001-02. A equipe terminou com um recorde de 52-30, venceu seu primeiro título da Divisão do Atlântico e foi o primeiro na Conferência Leste.
Os Nets venceram o Indiana Pacers na primeira rodada e o Charlotte Hornets na semifinal de conferência, se classificando pela primeira vez para a Final da Conferência Leste.
Na final, eles enfrentaram o Boston Celtics. Esta série é lembrada por Kidd ter seu olho esquerdo machucado e ter recebido 32 pontos. New Jersey venceu a série por 4-2 e garantiu aos Nets seu primeiro título da Conferência Leste. Nas finais da NBA de 2002, os Nets foram derrotados por Shaquille O'Neal, Kobe Bryant e os Los Angeles Lakers.
Antes da temporada de 2002-03, os Nets trocaram Van Horn e MacCulloch para obter Dikembe Mutombo dos 76ers. O movimento para melhorar a equipe não funcionou, já que Mutombo ficou de fora da maior parte da temporada com uma lesão no pulso e recebeu pouco tempo nos playoffs devido a diferenças com o técnico Byron Scott.
Apesar da ausência de Mutombo, os Nets terminou com um recorde de 49-33. Nos playoffs de 2003, eles ganharam seu segundo título consecutivo da Conferência Leste. Eles derrotaram o Milwaukee Bucks na primeira rodada e depois varreram os Celtics e o Detroit Pistons para avançar para as finais da NBA de 2003, desta vez enfrentando o campeão da Conferência Oeste, San Antonio Spurs. Os Spurs venceram a série por 4-2.
Após as finais de 2003, Kidd tornou-se um agente livre, no entanto, ele re-assinou com os Nets, afirmando que ele tinha "negócios inacabados" em New Jersey. Outro fator na decisão de Kidd foi a contratação do agente livre Alonzo Mourning. Mas a passagem de Mourning nos Nets seria desastrosa, já que ele perdeu a maior parte da temporada de 2003-04 devido a uma doença renal.
Durante a temporada de 2003-04, New Jersey teve um desempenho ruim e, no final de dezembro, o técnico Byron Scott foi demitido. Lawrence Frank tornou-se o treinador interino em janeiro, depois de atuar como assistente técnico da equipe desde a temporada de 2000-01. Os Nets se recuperaram e venceram 13 jogos, sendo novamente campeões da Divisão do Atlântico. No entanto, a sequencia de títulos da conferência foi interrompida nas semifinais da Conferência Leste pelo eventual campeão da NBA, Detroit Pistons. Kidd, que jogava com um joelho machucado, precisou passar por uma cirurgia e ficou fora do Jogo 7.

### 2004–2008: Kidd e Carter
Após a temporada de 2003-04, os Nets se renovaram. Eles trocaram Kerry Kittles e Kenyon Martin para os Clippers e os Nuggets e dispensaram Rodney Rogers e Lucious Harris, porque o novo proprietário Bruce Ratner não estava disposto a pagar o restante de seus contratos. Eles receberam apenas escolhas de draft em troca de dois jogadores importantes no sucesso recente da equipe.
A temporada de 2004-05 pareceu ruim no começo para os Nets. Kidd estava se recuperando de uma cirurgia de microfratura e a equipe chegou a um recorde de 2-11. Mesmo com o retorno de Kidd, a perspectiva era sombria. No entanto, os Nets fizeram um grande negócio e obteve a estrela Vince Carter do Toronto Raptors em troca de Mourning, Eric Williams, Aaron Williams e escolhas de draft.

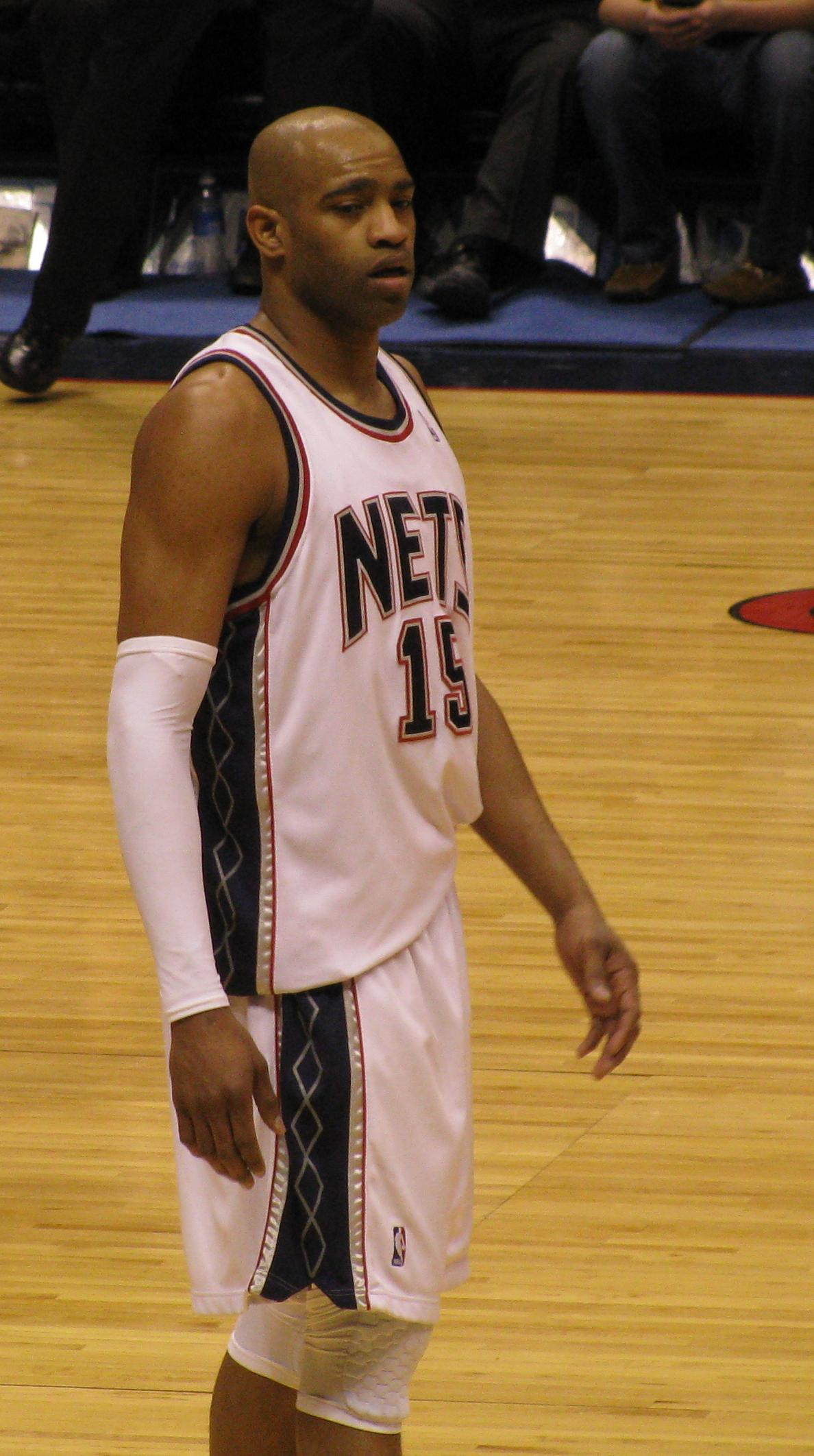
8 × all-star Vince Carter chegou em Nova Jersey em 2004.

Em conjunto com Kidd, Carter reuniu a equipe para ganhar a oitava e última vaga nos playoffs da Conferência Leste. Eles foram varridos pelo Heat na primeira rodada dos playoffs.
Os Nets começaram a temporada de 2005-06 devagar, tendo um recorde de 9-12 nos seus primeiros 21 jogos. No entanto, com a ajuda de Carter, Kidd e Jefferson, a equipe venceu seus próximos 10 jogos para chegar ao topo da divisão. Após a série de vitórias, os Nets retornaram ao seu jogo medíocre (vencendo 13 de seus 29 jogos seguintes), mas a partir de 12 de março, a equipe venceu seus próximos 14 jogos seguidos. A série terminou em 8 de abril de 2006, quando os Nets perderam para os Cavaliers por 108-102. No entanto, eles também estabeleceram um recorde da equipe de 20 vitórias fora de casa naquela temporada.
Os Nets terminaram a temporada regular com um recorde de 49-33. Eles conquistaram seu quarto título da Divisão do Atlântico nas últimas cinco temporadas e a terceira colocação na Conferência Leste. Eles derrotaram o Indiana Pacers na primeira rodada e avançaram para a segunda rodada, onde jogaram contra o Miami Heat, em uma revanche da derrota na primeira rodada de 2005. New Jersey perdeu por 4-1 para o Heat. Os fãs dos Nets ficaram imaginando o que poderia ter acontecido, já que Cliff Robinson, um dos principais defensores do time, foi suspenso após o primeiro jogo da série por falhar em um teste de drogas.
A temporada de 2006-07 inicialmente começou mal para o Nets, já que sofreu uma série de lesões desde a pré-temporada até meados de dezembro e a temporada não acabou como esperada. Os Nets terminaram a temporada regular com um recorde de 41–41 e perderam o título da Divisão do Atlântico para o surpreendente Toronto Raptors. A equipe terminou com a 6ª vaga nos playoffs e enfrentou os Raptors na primeira rodada dos playoffs. Os Nets venceram os Raptors em seis jogos e muitos jornalistas de esportes escolheram New Jersey para derrotar o Cleveland e avançar para a final da Conferência Leste. Apesar disso, LeBron James liderou os Cavaliers por 4-2. No draft de 2007, os Nets usou a 17ª escolha para escolher o problemático jogador de Boston College, Sean Williams.
A temporada de 2007-08 começou com otimismo com Nenad Krstić voltando de contusão e as adições de Jamaal Magloire e Sean Williams (que foi considerado o melhor bloqueador em sua classe de draft). Lesões iniciais de Carter e Krstić interromperam a temporada dos Nets. A situação não melhorou muito e a temporada acabou sendo repleta de negativos: uma série de nove derrotas consecutivas, uma controvérsia em relação a Jason Kidd que perdeu um jogo devido a uma enxaqueca e não chegar à pós-temporada pela primeira vez em sete anos.
Em 19 de fevereiro de 2008, Jason Kidd, Malik Allen e Antoine Wright foram negociados para o Dallas Mavericks em troca de Devin Harris, Keith Van Horn, Maurice Ager, DeSagana Diop, Trenton Hassell, US$ 3 milhões e escolha de primeira rodadas nos drafts de 2008 e 2010. Depois de não conseguir chegar aos playoffs, o presidente da equipe, Rod Thorn, prometeu mudanças, enquanto o treinador Lawrence Frank prometeu que "uma temporada como essa nunca mais acontecerá" sob seu mandato. Para o resto do seu mandato, e outros treinadores nos últimos 5 anos em New Jersey, seria.

### 2008–2012: Temporadas finais em Nova Jersey

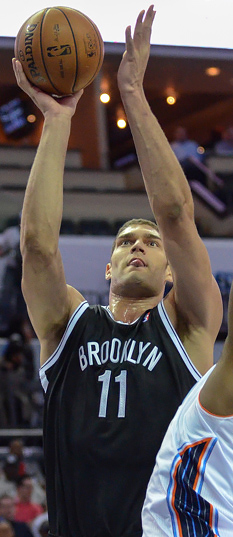
Brook Lopez

O período de entressafra seguinte mostrou-se muito ocupado para os Nets. Em 26 de junho de 2008, Richard Jefferson foi negociado para o Milwaukee Bucks em troca de Yi Jianlian e Bobby Simmons. A partida de Jefferson, junto com a de Jason Kidd no início daquele ano, marcou o início de uma nova era. Os Nets contrataram Brook Lopez, Ryan Anderson e Chris Douglas-Roberts. Os Nets preencheu seu elenco jovem com a contratação dos veteranos Eduardo Nájera, Jarvis Hayes e Keyon Dooling. Os Nets terminaram a temporada com seu segundo recorde consecutivo de 34-48, empatado em 11º na Conferência Leste com o Milwaukee Bucks.
Em 26 de junho de 2009, os Nets trocaram Vince Carter e Ryan Anderson com o Orlando Magic por Rafer Alston, Courtney Lee e Tony Battie.
Depois da 16ª derrota consecutiva no início da temporada de 2009-10, os Nets demitiram o técnico Lawrence Frank. O treinador assistente Tom Barrise entrou como substituto temporário. Ele perdeu seus dois primeiros jogos liderando a equipe e marcou o pior começo de temporada na história da NBA em 0-18. Kiki Vandeweghe substituiu-o como treinador principal em 4 de dezembro. A equipe venceu seu primeiro jogo em casa contra o Charlotte Bobcats, por 97-91, e quebrou a sequência de derrotas em 19.
Os Nets terminaram com um recorde de 12-70, tornando-se apenas o quinto time a perder 70 jogos em uma temporada, os outros foram: Philadelphia 76ers (9–73) de 1972-73, o Los Angeles Clippers de 1986-87 (12–70), Dallas Mavericks de 1992–93 (11–71) e Denver Nuggets de 1997–98 (11–71).

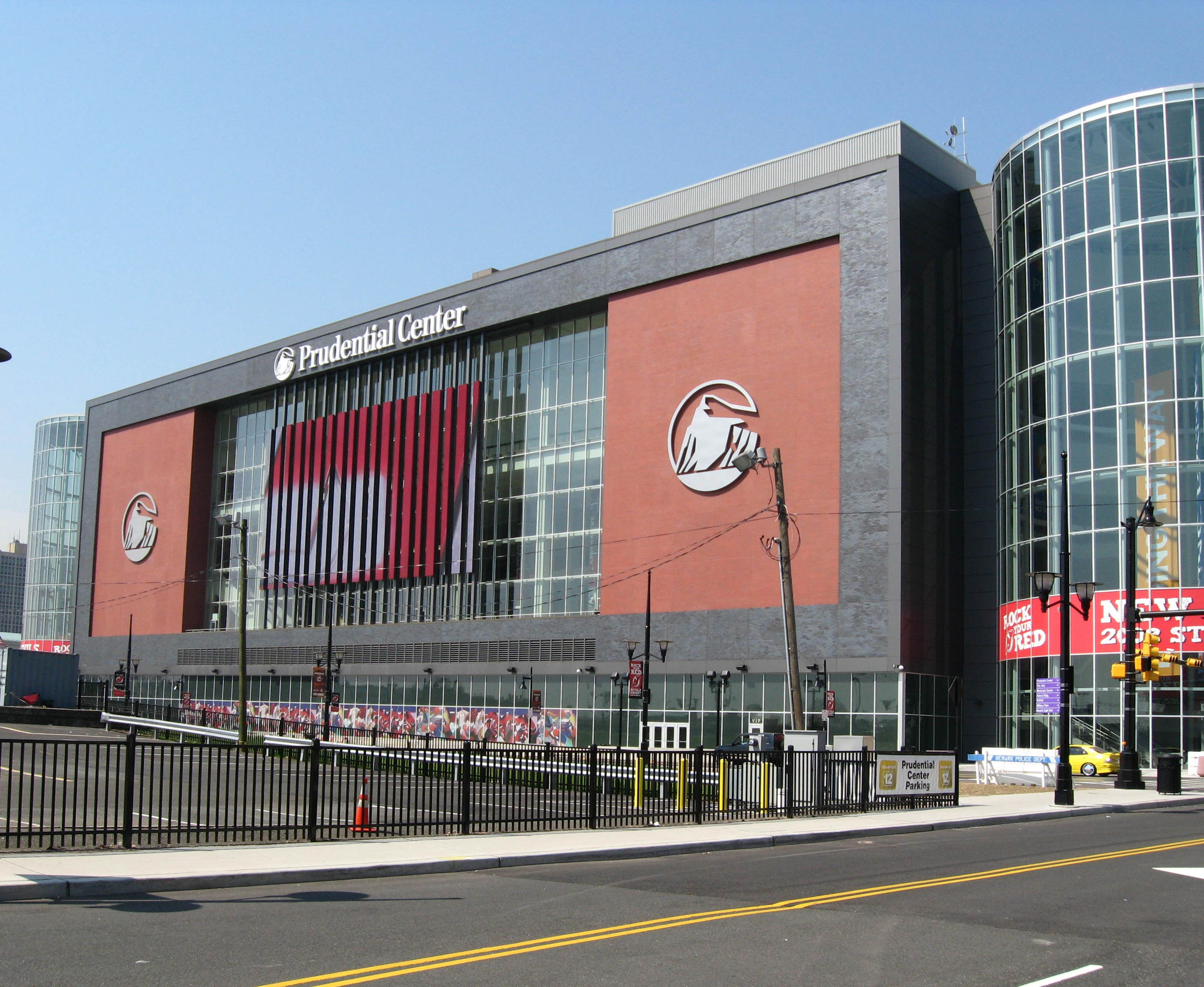
Os Nets mudaram-se para o Prudential Center em Newark na temporada de 2010-11. Ele serviu como seu lar temporário até a mudança para o Barclays Center, no Brooklyn, em 2012.

Em 18 de fevereiro de 2010, os Nets finalizaram um acordo que os levaria para jogar no Prudential Center em Newark, New Jersey. Os Nets começariam a jogar em Newark na temporada de 2010-11 e iriam permanecer no ginásio até o Barclays Center ser inaugurado. Houve um otimismo significativo no período de entressafra, especialmente quando os Nets começaram a promover sua campanha "It's All New" enquanto esperavam uma nova casa, novo dono, novo treinador e novos jogadores. Eles também tiveram a melhor chance de conseguir a primeira escolha do draft de 2010, com o qual John Wall acabou sendo selecionado. No entanto, a sorte mais uma vez não ajudou e os Nets receberam a terceira escolha geral no draft; eles escolheram Derrick Favors de Georgia Tech.
Em 10 de junho de 2010, Avery Johnson foi nomeado o novo treinador principal. Com os proprietários Mikhail Prokhorov e Jay-Z, o gerente geral Rod Thorn e Johnson, que naquele momento tinham a melhor porcentagem vencedora de qualquer técnico na história da NBA, a bordo, os Nets entraram no período de free agency com milhões em espaço salarial e otimistas de que seriam capazes de atrair os melhores agentes livres. Eles cortejaram LeBron James, Dwyane Wade e Chris Bosh para assinar com a equipe e tiveram espaço para assinar com pelo menos um deles; no entanto, todos os três assinaram com o Miami Heat. A maior aquisição dos Nets acabou sendo Travis Outlaw, que teve um ano ruim e foi dispensado com a cláusula de anistia após a temporada.
Além disso, Rod Thorn, o presidente de longa data da equipe que construiu as bem-sucedidas equipes do Nets no início dos anos 2000, renunciou em 25 de junho de 2010. Em julho, Billy King foi nomeado como seu substituto.

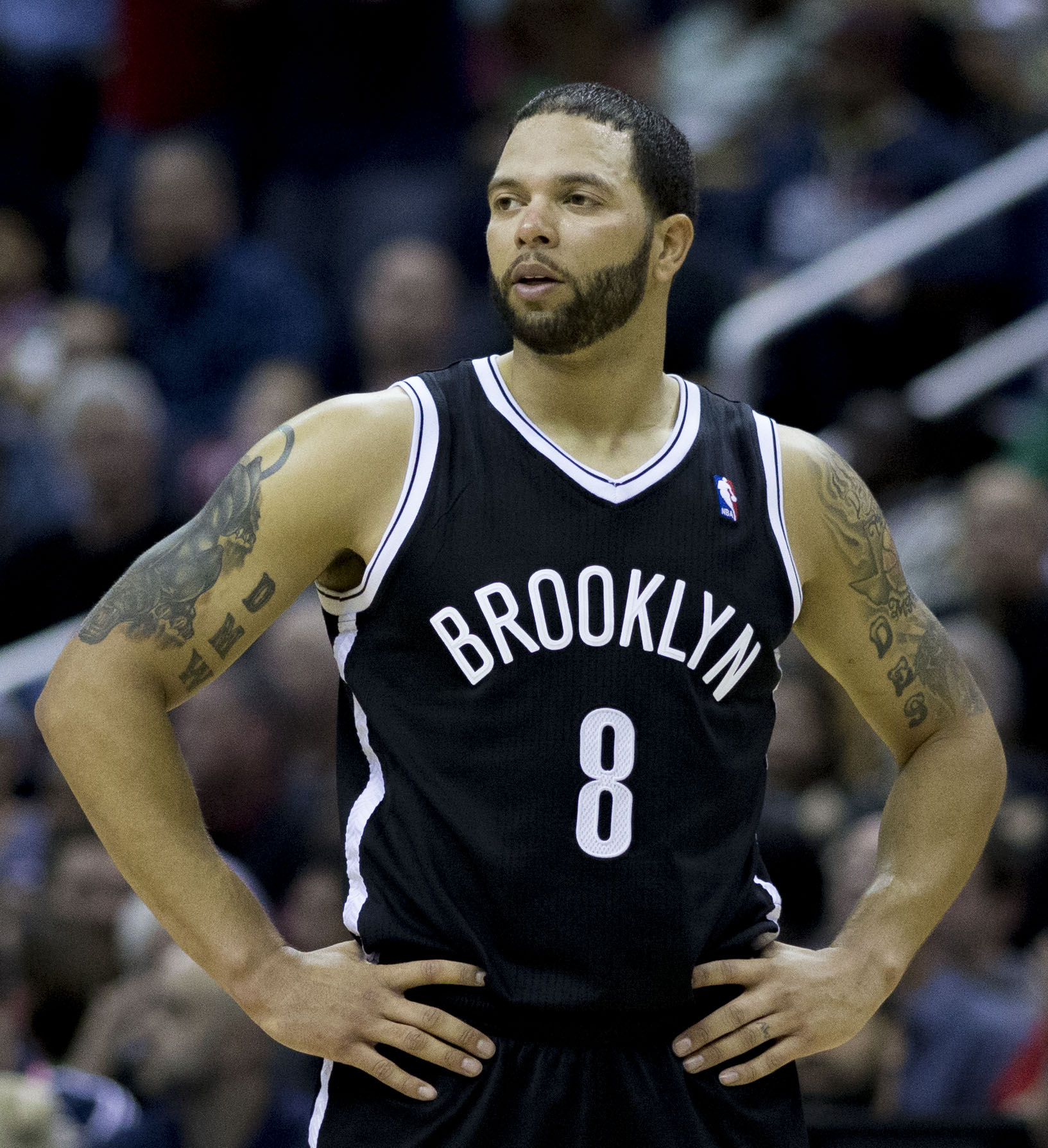
O armador Deron Williams

Os Nets começaram mal a primeira temporada em Newark. Parte da razão foi as distrações criadas pelos rumores sobre Carmelo Anthony, que muitos presumiram que queriam deixar o Denver Nuggets. Com toda a equipe, exceto Brook Lopez, Sasha Vujacic e Jordan Farmar com rumores de fazer parte de uma proposta de troca por Anthony em algum momento, a equipe teve um recorde de 17-40 até a pausa para o All-Star Game, quando Anthony foi finalmente negociado para o rival New York Knicks. No entanto, uma semana depois, em 23 de fevereiro de 2011, os Nets fizeram uma surpreendente troca pelo armador Deron Williams. No entanto, Williams foi prejudicado por uma lesão no pulso que o obrigou a perder a maioria dos últimos jogos da temporada; eles terminaram com um recorde de 24-58.
Na esperança de chegar aos playoffs na temporada de 2011-12, os Nets sofreram um grande golpe quando Brook Lopez sofreu uma fratura no pé direito. Essa lesão foi a primeira de muitas e os jogadores do Nets acabaram liderando a NBA com 248 partidas perdidas devido a lesões e doenças na temporada. A equipe colocou em quadra 25 escalações diferentes ao longo da temporada.
Os Nets nunca se recuperaram de seus problemas com lesões e terminaram a temporada com um recorde de 22-44 e fora dos playoffs pela quinta temporada consecutiva. Os pontos fortes da temporada incluíram o ressurgimento de Gerald Green, que os Nets adquiriram em 27 de fevereiro de 2012. No prazo final, a equipe também adquiriu Gerald Wallace do Portland Trail Blazers, que forneceu energia e poderio defensivo.
Em 23 de abril de 2012, os Nets jogaram seu último jogo em New Jersey: uma derrota para o Philadelphia 76ers por 105-87 na frente de 18.711 pessoas no Prudential Center. Em 26 de abril de 2012, eles jogaram seu último jogo como New Jersey Nets: derrota por 98-67 para o Toronto Raptors em Toronto. Johan Petro marcou os últimos pontos na história do New Jersey Nets.

### 2012: Retornando a Nova York

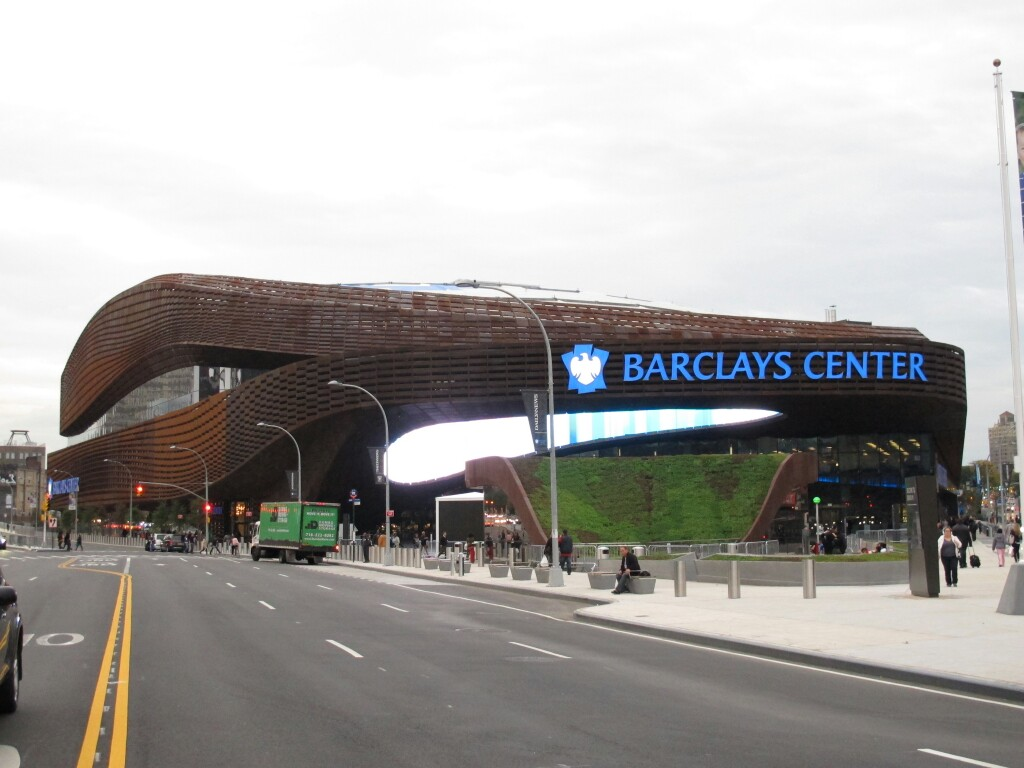
Barclays Center, a casa do Brooklyn Nets

Em 2005, os Nets anunciaram os planos para levar a equipe ao bairro Prospect Heights, no Brooklyn. A nova arena, mais tarde denominada Barclays Center, seria o centro de um extenso projeto de redesenvolvimento chamado Atlantic Yards. Os Nets não só voltariam a Nova York pela primeira vez desde 1977, como também se tornaria o primeiro grande time profissional a jogar no Brooklyn desde a partida do Los Angeles Dodgers em 1957.
A inauguração do Barclays Center ocorreu em 11 de março de 2010. Em 26 de setembro de 2011, Jay-Z, proprietário minoritário dos Nets, anunciou que o novo nome da equipe após a mudança para o Brooklyn seria Brooklyn Nets. As novas cores da equipe foram anunciadas como preto e branco e o novo logotipo oficial criado por Timothy Morris foi revelado. O novo logotipo é um escudo que descreve o nome da equipe "Nets", juntamente com uma bola de basquete com um "B" sobreposto. Esse rebranding da equipe levou a um aumento drástico nas vendas de mercadorias para a equipe. Nos dois primeiros dias em que a nova mercadoria estava disponível, o total de vendas da NBA Store foi 10 vezes maior que o de um ano típico quando a equipe estava em New Jersey.

### 2012–2015: Nova era no Brooklyn e disputa dos playoffs

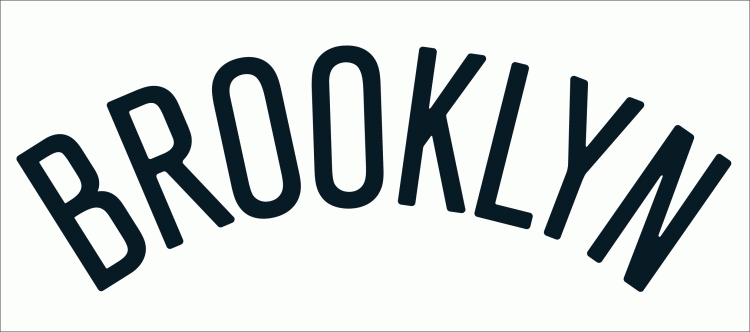

No draft da NBA de 2012, os Nets selecionaram İlkan Karaman e adquiriram Tyshawn Taylor e Tornike Shengelia em trocas envolvendo dinheiro. Em 29 de junho de 2012, Dwight Howard, então jogador do Orlando Magic, se encontrou em Los Angeles com o novo gerente geral da equipe, Rob Hennigan, e exigiu uma troca para os Nets. No entanto, mais uma vez a negociação não se concretizou, e os Nets oficialmente se retiraram das conversas em 11 de julho de 2012. No lugar disso, os Nets realizaram uma grande troca com o Atlanta Hawks para adquirir o seis vezes All-Star Joe Johnson. Em troca, enviaram Jordan Farmar, Johan Petro, Anthony Morrow, Jordan Williams, DeShawn Stevenson e uma escolha de draft previamente adquirida do Houston Rockets. Na mesma data, Deron Williams assinou um contrato de cinco anos no valor de US$ 98,7 milhões para permanecer com os Nets. Além disso, o time renovou com Brook Lopez e Gerald Wallace, ambos por quatro anos.
O Brooklyn Nets jogou sua primeira partida oficial no dia 3 de novembro de 2012, vencendo o Toronto Raptors por 107–100 em casa. Inicialmente, a estreia estava programada para ser contra o New York Knicks, mas foi adiada para 26 de novembro devido aos efeitos do furacão Sandy. O jogo remarcado também foi vencido pelos Nets por 96–89 na prorrogação, em um Barclays Center lotado. O time começou forte a temporada, com um desempenho de 11–4 em novembro, o que rendeu ao técnico Avery Johnson o prêmio de Treinador do Mês da Conferência Leste. No entanto, uma sequência de derrotas em dezembro (3–10) levou à demissão de Johnson. O assistente técnico P. J. Carlesimo assumiu como interino. A demissão de Johnson serviu como estímulo, e os Nets retomaram o bom momento, novamente com uma campanha de 11–4 em janeiro, encerrando a primeira metada da temporada com um recorde de 31–22. O pivô Brook Lopez foi selecionado para o All-Star Game pela primeira vez, sendo o único representante dos Nets no evento.
Impulsionados por uma grande segunda metade de temporada de Deron Williams, os Nets garantiram vaga nos playoffs pela primeira vez desde a temporada de 2006–07, em 21 de março de 2013. Em 3 de abril, o time encerrou uma excursão de oito jogos fora de casa com uma vitória por 113–95 sobre o Cleveland Cavaliers, garantindo a primeira temporada com mais vitórias do que derrotas fora de casa na história dos Nets na NBA. Nos playoffs, os Nets enfrentaram o Chicago Bulls, em sua primeira série de pós-temporada no Brooklyn. Venceram com facilidade o Jogo 1 contra um Bulls desfalcado, mas depois perderam os Jogos 2 e 3, e desperdiçaram uma vantagem de 17 pontos no último quarto do Jogo 4, sendo derrotados na prorrogação. Conseguiram vencer os Jogos 5 e 6, forçando o Jogo 7 em casa, mas acabaram eliminados pelos Bulls. Com o fim da temporada, os Nets anunciaram que P. J. Carlesimo não retornaria como técnico.
Para substituir Carlesimo, os Nets contrataram Jason Kidd, que havia se aposentado como jogador apenas uma semana antes, para se tornar o novo técnico principal da equipe em 12 de junho de 2013. Para ajudar Kidd na transição de jogador para técnico, o ex-treinador dos Nets, Lawrence Frank, foi trazido de volta como seu principal assistente.
Em 27 de junho de 2013, os Nets e o Boston Celtics chegaram a um acordo, em princípio, sobre uma troca de grande impacto envolvendo Kris Humphries, Gerald Wallace, MarShon Brooks, Keith Bogans e Kris Joseph, além de três escolhas de primeira rodada do draft (2014, 2016 e 2018) e a opção de trocar a escolha de primeira rodada de 2017, em troca de Paul Pierce, Kevin Garnett, Jason Terry e DJ White. Isso formou um quinteto titular que somava, ao todo, 35 participações em All-Star Games, com Deron Williams, Joe Johnson, Pierce, Garnett e Brook Lopez formando um novo “supertime” da NBA. Os Nets também assinaram com Alan Anderson, Shaun Livingston, o All-Star Andrei Kirilenko e o calouro de primeira rodada Mason Plumlee para reforçar o banco de reservas. Com todas essas movimentações na offseason, o Brooklyn terminou com a maior folha salarial da liga, no valor de 102 milhões de dólares, além de pagamentos previstos de 86 milhões de dólares em impostos de luxo.
A temporada de 2013–14 começou mal para os Nets, com o técnico novato Jason Kidd enfrentando dificuldades para se adaptar ao novo cargo e com lesões comprometendo a capacidade da equipe de manter uma escalação consistente. O time teve um desempenho decepcionante de 10-21 até o fim de dezembro, e o principal assistente técnico, Lawrence Frank, foi rebaixado à função de redigir relatórios diários, após um desentendimento com Kidd. O ponto mais baixo da temporada ocorreu em 21 de dezembro, quando foi anunciado que Brook Lopez precisaria passar por uma cirurgia no pé que encerraria sua temporada — pela segunda vez em três anos. A lesão de Lopez obrigou Kidd a alterar o quinteto titular, optando por colocar Paul Pierce como ala-pivô, Joe Johnson como ala e utilizar dois armadores simultaneamente. Essa mudança viria a transformar a temporada dos Nets. A equipe começou a vencer, com um retrospecto de 10–3 em janeiro de 2014, e Kidd conquistou seu primeiro prêmio de Técnico do Mês. Em 26 de fevereiro de 2014, os Nets sofreram uma derrota por 80–124 contra o Portland Trail Blazers — sua pior derrota desde os 63–110 contra o Memphis Grizzlies em 13 de dezembro de 2003. Em 23 de março de 2014, os Nets completaram uma varredura na temporada contra o Dallas Mavericks pela primeira vez desde a temporada de 1999–2000, com uma vitória por 107–104 na prorrogação, em Dallas.
Kidd foi premiado com seu segundo título de Técnico do Mês em 1º de abril, após a equipe acumular um recorde de 12-4 em março. No mesmo dia, os Nets derrotaram o Houston Rockets por 105–96, estendendo sua sequência recorde de vitórias em casa para 14 jogos e garantindo uma vaga nos playoffs no processo. Em 8 de abril, os Nets se tornaram o primeiro time, durante a era do “Big 3” de Miami (Chris Bosh, LeBron James e Dwyane Wade), a varrer os Heat em uma série de temporada regular de 4 jogos.
Em 4 de maio de 2014, os Nets venceram o Toronto Raptors na primeira rodada dos playoffs de 2014 com uma vitória por 104–103 no Jogo 7. Com essa vitória, Jason Kidd se tornou o primeiro técnico novato na história da NBA a vencer um Jogo 7. Também foi a primeira vitória em um Jogo 7 na história da franquia. A temporada dos Nets terminou após uma derrota por 96–94 no Jogo 5 das Semifinais de Conferência contra o Miami Heat.
Em 1º de julho de 2014, o Milwaukee Bucks adquiriu os direitos de técnico de Kidd junto aos Nets em troca de duas escolhas de segunda rodada do draft, em 2015 e 2019. Em 2 de julho de 2014, Lionel Hollins e os Nets chegaram a um acordo, em princípio, para que ele assumisse como técnico principal da equipe pelas próximas quatro temporadas. Em 7 de julho de 2014, ele foi oficialmente apresentado pelos Nets em uma coletiva de imprensa.
Os Nets mal conseguiram uma vaga nos playoffs na primeira temporada de Hollins, superando o Indiana Pacers pela última vaga na pós-temporada no último dia da temporada regular. No entanto, a equipe levou os Hawks — líderes da conferência — até o sexto jogo na primeira rodada.

### 2016–2018: Dificuldades e reconstrução
O fundo do poço chegou rapidamente para os Nets um ano depois. Eles só conseguiram a primeira vitória na oitava partida da temporada. No início de 2016, estavam com um recorde de 9-23. Após dispensarem Joe Johnson e Deron Williams, em 10 de janeiro de 2016, os Nets anunciaram que haviam encerrado sua relação com o técnico Lionel Hollins e com o gerente geral Billy King. Tony Brown assumiu como técnico interino, enquanto Sean Marks, ex-assistente de gerente geral do San Antonio Spurs, tornou-se o novo gerente geral. Marks deixou claro que sua visão incluía um processo de reconstrução que levaria anos para ser executado — algo que o proprietário Mikhail Prokhorov reconheceu. Em uma carta aberta publicada no Yahoo Sports em fevereiro de 2016, Prokhorov pediu desculpas por sua abordagem anterior de gastos excessivos, dizendo que agora percebia que não era a melhor maneira de construir um time campeão.
Em abril de 2016, os Nets contrataram Kenny Atkinson, ex-assistente técnico dos Knicks e dos Hawks, como novo treinador principal. Durante a agência livre do verão de 2016, os Nets iniciaram — e quase completaram — seu processo de reconstrução ao adquirir, por meio de contratos ou trocas, os seguintes jogadores: Randy Foye, Anthony Bennett, Trevor Booker, Luis Scola e Jeremy Lin. No entanto, os Nets ficaram abaixo até mesmo das mais modestas expectativas, registrando o pior desempenho da liga com um recorde de 8–33 na metade da temporada e uma sequência de 11 derrotas consecutivas, culminando em uma derrota por 119–109 contra o Toronto Raptors. Essa sequência negativa foi a pior desde o início 0–18 na temporada de 2009–10. Parte do problema foi que o armador titular, Jeremy Lin, perdeu 29 dos 41 primeiros jogos devido a uma lesão no tendão da coxa. Em 9 de janeiro de 2017, os Nets dispensaram Anthony Bennett, que foi substituído por Quincy Acy, contratado inicialmente com um contrato de 10 dias. A equipe terminou a temporada com um recorde de 20–62, o pior da NBA. Além disso, como parte do acordo que trouxe Pierce e Garnett quatro anos antes, os Nets foram obrigados a trocar sua escolha de primeira rodada de 2017 com o Boston Celtics.
Em 20 de junho de 2017, os Nets trocaram Brook Lopez e uma escolha de primeira rodada do draft de 2017 com o Los Angeles Lakers em troca de D'Angelo Russell e Timofey Mozgov. Os Nets encerraram a temporada de 2017–18 com um recorde de 28-54, ficando fora dos playoffs pela terceira temporada consecutiva.
Durante esse período, as quatro escolhas que o Brooklyn havia trocado com o Boston pelos direitos de Garnett e Pierce acabaram se tornando os jogadores Marcus Smart, Jaylen Brown, Jayson Tatum e Collin Sexton. Brown e Tatum foram nomeados All-Stars pelos Celtics, enquanto Marcus Smart venceu o Prêmio de Jogador Defensivo do Ano.

### 2018–2023: Retorno ao sucesso — a era Durant e Irving
Em 20 de junho de 2018, os Nets trocaram Timofey Mozgov, a 45ª escolha do draft de 2018 e uma escolha de segunda rodada de 2019 por Dwight Howard, que foi dispensado logo depois. A troca abriu espaço no teto salarial para o verão de 2019.
Em fevereiro de 2019, D'Angelo Russell se tornou o primeiro jogador dos Nets desde Joe Johnson, em 2014, a ser chamado para o All-Star Game da NBA. Com um elenco liderado por Russell, os jovens Jarrett Allen e Caris LeVert, e apostas como Spencer Dinwiddie e Joe Harris, os Nets superaram as expectativas e chegaram aos playoffs da NBA de 2019 com um recorde de 42–40, como a sexta melhor campanha do Leste. Eles foram eliminados na primeira rodada pelo Philadelphia 76ers, em cinco jogos. 
Em 30 de junho de 2019, o ex-MVP Kevin Durant anunciou que assinaria com os Nets em 6 de julho. No entanto, Durant passou toda a temporada de 2019–20 lesionado e não jogou. Na mesma offseason, os Nets também assinaram com o seis vezes All-Star Kyrie Irving, que jogou apenas 20 partidas antes de passar por uma cirurgia no ombro que encerrou sua temporada. Após a suspensão da temporada de 2019–20 devido à pandemia de COVID-19, os Nets foram um dos 22 times convidados para a Bolha da NBA em Orlando, onde, apesar de estarem sem sete jogadores — incluindo Irving e Dinwiddie —, surpreenderam ao vencer cinco das oito partidas e garantir uma vaga nos playoffs. Eles foram varridos por 4–0 na primeira rodada pelo Toronto Raptors.
Os Nets contrataram o armador aposentado e membro do Hall da Fama, Steve Nash, como treinador principal na offseason de 2020, para substituir Kenny Atkinson, que havia renunciado no meio da temporada anterior. Após 14 jogos da temporada de 2020–21, os Nets adquiriram o ex-MVP James Harden do Houston Rockets, em uma troca envolvendo quatro equipes, na qual enviaram Jarrett Allen, Caris LeVert e outros jogadores, formando um trio de superestrelas com Harden, Durant e Irving. Em sua estreia pelos Nets, Harden se tornou o primeiro jogador na história da franquia — e apenas o sétimo na história da NBA — a registrar um triplo-duplo em seu jogo de estreia pela equipe. Em fevereiro, tanto Durant — que também foi nomeado capitão de um dos times — quanto Irving foram escolhidos como titulares para o All-Star Game da NBA de 2021, enquanto Harden foi anunciado como reserva, marcando a primeira vez que os Nets tiveram três jogadores selecionados para o All-Star Game em uma mesma temporada. Em março, os Nets assinaram com o ex-seis vezes All-Star Blake Griffin e com o sete vezes All-Star LaMarcus Aldridge para o restante da temporada, após rescisões contratuais com o Detroit Pistons e o San Antonio Spurs, respectivamente. No entanto, Aldridge foi forçado a se aposentar após disputar apenas cinco jogos com os Nets, devido a problemas de saúde. Os Nets garantiram uma vaga nos playoffs pela terceira temporada consecutiva, após a vitória sobre o Toronto Raptors no dia 27 de abril, tornando-se o primeiro time da Conferência Leste — e o segundo no geral — a se classificar. Na primeira rodada dos playoffs de 2021, os Nets enfrentaram o Boston Celtics e os derrotaram em cinco jogos. Em seguida, enfrentaram o Milwaukee Bucks nas semifinais da Conferência e perderam a série em sete jogos.
Em 27 de junho de 2022, Irving apresentou a documentação necessária para exercer sua opção de jogador para a temporada de 2022–23. A decisão de Irving ocorreu após uma ampla especulação de que ele entraria na agência livre, devido a relações tensas com a diretoria dos Nets. Em 30 de junho de 2022, Kevin Durant solicitou uma troca do time. No mesmo dia, os Nets adquiriram Royce O'Neale em uma troca com o Utah Jazz. Em 23 de agosto de 2022, Durant retirou seu pedido de troca após se reunir com a diretoria dos Nets.
A temporada de 2022–23 começou de forma ruim para os Nets. Em 1º de novembro de 2022, Jacque Vaughn foi nomeado técnico interino após a saída de Steve Nash. No momento da saída de Nash, os Nets tinham um recorde de 2-5, ocupando a 13ª posição na Conferência Leste. Em 3 de novembro, os Nets suspenderam Kyrie Irving por pelo menos cinco jogos da NBA devido à sua recusa em afirmar inequivocamente que não tem crenças antissemitas, alegando que ele estava atualmente inapto para estar associado ao Brooklyn Nets. Em 9 de novembro, Vaughn foi anunciado como técnico permanente da equipe. Em 20 de novembro, Irving voltou a jogar após cumprir uma suspensão de oito partidas. No dia 17 de dezembro, Irving marcou o primeiro arremesso da vitória no estouro do cronômetro de sua carreira, em uma vitória por 119–116 sobre o Toronto Raptors. Em 21 de dezembro, os Nets lideravam o desfalcado Golden State Warriors por 91–51 no intervalo. Até hoje, os 91 pontos dos Nets representam a terceira maior pontuação de um time em um primeiro tempo na história da NBA. De 27 de novembro de 2022 a 8 de janeiro de 2023, os Nets obtiveram um recorde de 18-2, o melhor desempenho da franquia em uma sequência de 20 jogos. Em 3 de fevereiro de 2023, Irving solicitou uma troca após não conseguir chegar a um acordo com a organização sobre uma extensão contratual. Ele foi então negociado com o Dallas Mavericks em troca de Spencer Dinwiddie, Dorian Finney-Smith, uma escolha de primeira rodada e duas de segunda rodada. Na sequência, Durant também solicitou uma troca e foi enviado ao Phoenix Suns em troca de Mikal Bridges, Cameron Johnson, quatro escolhas de primeira rodada e uma troca de escolhas. Em 8 de fevereiro, Cam Thomas se tornou o jogador mais jovem da história da NBA a marcar 40 ou mais pontos em três jogos consecutivos. Em 3 de março, os Nets superaram um déficit de 28 pontos para derrotar o Boston Celtics por 115–105. Foi a maior virada da temporada de 2022–23 e a primeira vitória dos Nets sobre os Celtics após 10 confrontos consecutivos. Os Nets foram varridos na primeira rodada dos playoffs pelo Philadelphia 76ers.

## Rivalidades

### Boston Celtics
O Boston Celtics eram um dos rivais dos Nets durante os anos 2000. Os Nets foram liderados por Jason Kidd e Kenyon Martin, enquanto os Celtics eram liderados por Paul Pierce e Antoine Walker. A rivalidade começou a se aquecer nas finais de conferência de 2002, que foi precedida pelo Trash-Talk dos Celtics que afirmavam que Martin jogava sujo. As coisas progrediram quando a série começou e as tensões na quadra se espelhavam também nas arquibancadas. Os fãs dos Celtics repreendiam Kidd e sua família com cânticos de "Wife Beater! (Batedor de esposa!)" em resposta à acusação de abuso doméstico de Kidd de 2001. Quando a série retornou a New Jersey, os fãs de Nets responderam, com alguns sinais cântigos que diziam: "Alguém por favor esfaqueie Paul Pierce?" referindo-se a um incidente de clube de noite em 2000 que Pierce foi esfaqueado 11 vezes. Quando perguntado sobre as provocações, Kenyon Martin declarou: "Nossos fãs odeiam eles, seus fãs nos odeiam". Bill Walton disse na época que aquilo era "início da próxima grande rivalidade da NBA".
Em 28 de novembro de 2012, houve indícios de que a rivalidade poderia ser reacendida quando uma briga ocorreu na quadra, resultando na expulsão de Rajon Rondo, Gerald Wallace e Kris Humphries. Rondo foi suspenso por dois jogos, enquanto Wallace e Kevin Garnett foram multados. A história foi revisitada em 25 de dezembro, quando Wallace e Garnett tiveram que ser separados por árbitros e jogadores.
No entanto, a rivalidade entre os Nets e os Celtics foi abrandada com as trocas de junho de 2013 que transferiram as estrelas Garnett e Pierce para os Nets em troca de Wallace, Humphries e outros.

### New York Knicks
A rivalidade Knicks-Nets tem sido historicamente geográfica. Os meios de comunicação tomaram nota da semelhança da rivalidade Knicks-Nets com os de outras equipes da cidade de Nova York, como a Major League Baseball (MLB) entre New York Yankees e New York Mets e da National Football League (NFL) entre New York Giants e New York Jets, resultado da proximidade dos bairros através do metrô da cidade de Nova York.
Historicamente, os bairros de Manhattan e Brooklyn viviam a rivalidade Dodgers-Giants, quando as duas equipes eram conhecidas como Brooklyn Dodgers e New York Giants. A rivalidade entre New York Islanders e New York Rangers da NHL, também assumiu uma dimensão semelhante desde que os Inslanders se mudaram para Barclays Center em 2015. Devido aos Knicks ficarem situados em Manhattan e os Nets ficarem situados no Brooklyn, alguns meios de comunicação chamam esta rivalidade de "Duelo de Bairros".

## Cultura

### Mascote
O mascote dos New Jersey Nets era Sly, a Raposa de Prata, que estreou em 31 de outubro de 1997. Antes disso, o mascote dos Nets era um dragão antropomórfico chamado Duncan, o Dragão.
Após a mudança dos Nets para Brooklyn, a equipe introduziu um novo mascote super-herói chamado BrooklyKnight (um trocadilho sobre o demônio "Brooklynite") em 3 de novembro de 2012. Em sua primeira aparição, ele desceu do teto do ginásio em meio a faíscas. O mascote foi co-criada pela Marvel Entertainment, uma empresa-irmã da ABC e da ESPN. O personagem também estrelou em quadrinhos de 32 páginas publicado pela Marvel intitulado BrooklyKnight # 1, escrito por Jason Aaron com arte por Mike Deodato. Após a segunda temporada dos Nets em Brooklyn, o mascote de BrooklyKnight foi aposentado.

### Hino
Em 3 de novembro de 2012, os Nets introduziu um novo hino da equipe intitulado "Brooklyn: Something To Lean On", escrito e gravado pelo músico John Forté, nascido e criado no Brooklyn. A canção é notável pelo seu refrão, que ficou popular durante os jogos da equipe no Barclays.

## Gestão
O front office dos Nets em 2016 incluía Mikhail Prokhorov (proprietário principal), Brett Yormark (CEO), Sean Marks (gerente geral) e Jeff Gewirtz (vice-presidente executivo de negócios e diretor jurídico).

### Histórico
O dono original da franquia Nets era o magnata Arthur J. Brown, que vendeu a equipe por US$ 1,1 milhão para o empreendedor Roy Boe. Devido às perdas financeiras sofridas enquanto a equipe estava em Long Island, Boe transferiu a equipe para New Jersey em 1977 e vendeu a equipe um ano depois para um grupo de sete empresários locais liderados por Alan N. Cohen e Joseph Taub, que se tornaram conhecidos como "Secaucus Seven".
Depois de numerosas tentativas de melhorar a situação financeira da equipe, o "Secaucus Seven" finalmente vendeu a equipe em 1998 para um grupo de promotores imobiliários liderados por Raymond Chambers e Lewis Katz, que se auto-denominaram "Community Youth Organization" e queria transferir a equipe para Newark, New Jersey. No ano seguinte, o grupo assinou um acordo com o proprietário do New York Yankees, George Steinbrenner, para formar a YankeeNets, uma holding que possuía as duas equipes, e depois também a New Jersey Devils, e aumentar a alavancagem em futuros contratos de transmissão negociando juntos. Depois de receber ofertas de vários parceiros de transmissão, incluindo o que era então seu atual detentor de direitos Cablevision, a YankeeNets decidiu lançar sua própria televisão regional de esportes chamada YES Network.
A YankeeNets falhou em suas tentativas de conseguir um acordo com Newark para construir uma nova arena na cidade. Naquele momento, as tensões entre a administração dos Yankees, dos Nets e dos Devils causaram uma ruptura entre eles. Com o plano de expulsar os Nets, a Community Youth Organization colocou a equipe à venda. Após um curto processo de licitação, o grupo conseguiu um acordo em 2004 com o promotor imobiliário Bruce Ratner para comprar a equipe por US$ 300 milhões. Ratner havia comprado a equipe com a intenção de movê-la para uma nova arena no Brooklyn, que seria uma peça central do desenvolvimento de larga escala da Atlantic Yards.
Em 24 de setembro de 2009, Mikhail Prokhorov, o terceiro homem mais rico da Rússia, segundo a Forbes, confirmou sua intenção de se tornar proprietário majoritário dos Nets. Prokhorov enviou uma oferta aos proprietários da equipe solicitando que a participação de controle fosse vendida para sua empresa, a Onexim, por um preço simbólico. Em troca, Prokhorov financiou um empréstimo para a construção de uma arena de US$ 700 milhões no Brooklyn, que mais tarde recebeu o nome de Barclays Center e atraiu fundos adicionais de bancos ocidentais. Prokhorov afirmou que ele iniciou o negócio para ajudar a empurrar o basquete russo para um novo nível de desenvolvimento. Em 11 de maio de 2010, após a aprovação dos outros proprietários da NBA, Prokhorov se tornou o principal proprietário.
No final de 2017, houve vários relatos de um acordo para Prokhorov vender uma participação de 49% na equipe a Joseph Tsai, vice-presidente executivo do Alibaba Group, com a opção de Tsai se tornar o acionista majoritário.

## Instalações

### Arenas
Fonte:
| Arena | Local                       | Duração       |
| --- | --------------------------- | ------------- |
| Teaneck Armory                                                                                                 | Teaneck, New Jersey         | 1967–1968     |
| Long Island Arena                                                                                              | Commack, New York           | 1968–1969     |
| Island Garden                                                                                                  | West Hempstead, New York    | 1969–1972     |
| Nassau Veterans Memorial Coliseum                                                                              | Uniondale, New York         | 1972–1977     |
| Rutgers Athletic Center                                                                                        | Piscataway, New Jersey      | 1977–1981     |
| Brendan Byrne Arena (1981–1996), depois Continental Airlines Arena (1996–2007), depois Izod Center (2007–2010) | East Rutherford, New Jersey | 1981–2010     |
| Prudential Center                                                                                              | Newark, New Jersey          | 2010–2012     |
| Barclays Center                                                                                                | Brooklyn, New York          | 2012–Presente |

### Instalações de treino
As instalações de treinamento e a sede dos Nets estão localizadas em Sunset Park, Brooklyn. A instalação foi inaugurada em 17 de fevereiro de 2016, ocupando 70 mil pés quadrados de espaço no total. O projeto de renovação custou cerca de US$ 50 milhões. A abertura do centro de treinamento completou a mudança dos Nets para o Brooklyn.

## Jogadores

### Direitos de draft
Os Nets retêm os direitos de draft para as seguintes escolhas de jogadores de fora da NBA. Um jogador selecionado, seja um recrutador internacional ou um recruta da faculdade que não assine para a equipe que o recrutou, tem permissão para assinar com qualquer equipe que não seja da NBA. Nesse caso, a equipe reterá os direitos do jogador na NBA até um ano após o contrato do jogador com a equipe que não faz parte da NBA. Essa lista inclui direitos de draft que foram adquiridos de negociações com outras equipes.
| Draft | Round | Escolha | Jogador          | Pos. | Nacionalidade  | Time atual             | Notas                                                       | Ref     |
| ----- | ----- | ------- | ---------------- | ---- | -------------- | ---------------------- | ----------------------------------------------------------- | ------- |
| 2019  | 2     | 60      | Vanja Marinković | G/F  | Sérvia         | Partizan (Sérvia)      | Adquirido do Sacramento Kings (via LA Clippers and Memphis) | [ 178 ] |
| 2016  | 2     | 39      | David Michineau  | G    | França         | Bursaspor (Turquia)    | Adquirido do Sacramento Kings (via LA Clippers and Memphis) | [ 178 ] |
| 2015  | 1     | 26      | Nikola Milutinov | C    | Sérvia         | Olympiacos (Grécia)    | Adquirido do San Antonio Spurs                              | [ 179 ] |
| 2015  | 2     | 49      | Aaron White      | F    | Estados Unidos | Toyama Grouses (Japão) | Adquirido do Washington Wizards                             | [ 180 ] |

### Números aposentados
| No. | Jogador         | Tempo     | Data                   |
| --- | --------------- | --------- | ---------------------- |
| 3   | Dražen Petrović | 1990–1993 | 11 de Novembro de 1993 |
| 5   | Jason Kidd      | 2001–2008 | 27 de Outubro de 2013  |
| 23  | John Williamson | 1973–1980 | 7 de Dezembro de 1990  |
| 25  | Bill Melchionni | 1969–1976 | Setembro de 1976       |
| 32  | Julius Erving   | 1973–1976 | 3 de Abril de 1987     |
| 52  | Buck Williams   | 1981–1989 | 11 de Abril de 1999    |

## Estatísticas Gerais
Estatísticas atualizadas em 19 de junho de 2025.

### Jogos
| #   | País           | Nome              | Período              | Jogos |
| --- | -------------- | ----------------- | -------------------- | ----- |
| 1.  | Estados Unidos | Buck Williams     | 1981–1989            | 635   |
| 2.  | Estados Unidos | Brook Lopez       | 2008–2017            | 562   |
| 3.  | Estados Unidos | Mike Gminski      | 1980–1988            | 550   |
| 4.  | Estados Unidos | Jason Collins     | 2001–2008, 2013–2014 | 532   |
| 5.  | Estados Unidos | Chris Morris      | 1988–1995            | 510   |
| 6.  | Estados Unidos | Jason Kidd        | 2001–2008            | 506   |
| 7.  | Estados Unidos | Bill Melchionni   | 1969–1976            | 502   |
| 8.  | Estados Unidos | Kerry Kittles     | 1996–2004            | 496   |
| 9.  | Estados Unidos | Richard Jefferson | 2001–2008            | 489   |
| 10. | Estados Unidos | Darwin Cook       | 1980–1986            | 464   |

### Pontos
| #   | País           | Nome              | Período              | Pontos |
| --- | -------------- | ----------------- | -------------------- | ------ |
| 1.  | Estados Unidos | Brook Lopez       | 2008–2017            | 10.444 |
| 2.  | Estados Unidos | Buck Williams     | 1981–1989            | 10.440 |
| 3.  | Estados Unidos | Vince Carter      | 2005–2009            | 8.834  |
| 4.  | Estados Unidos | Richard Jefferson | 2001–2008            | 8.507  |
| 5.  | Estados Unidos | Jason Kidd        | 2001–2008            | 7.373  |
| 6.  | Estados Unidos | John Williamson   | 1973–1977, 1977–1980 | 7.202  |
| 7.  | Estados Unidos | Julius Erving     | 1973–1976            | 7.104  |
| 8.  | Estados Unidos | Kerry Kittles     | 1996–2004            | 7.096  |
| 9.  | Estados Unidos | Derrick Coleman   | 1990–1995            | 6.930  |
| 10. | Estados Unidos | Chris Morris      | 1988–1995            | 6.762  |

### Rebotes
| #   | País           | Nome              | Período   | Rebotes |
| --- | -------------- | ----------------- | --------- | ------- |
| 1.  | Estados Unidos | Buck Williams     | 1981–1989 | 7.576   |
| 2.  | Estados Unidos | Billy Paultz      | 1970–1975 | 4.544   |
| 3.  | Estados Unidos | Brook Lopez       | 2008–2017 | 4.005   |
| 4.  | Estados Unidos | Derrick Coleman   | 1990–1995 | 3.690   |
| 5.  | Estados Unidos | Mike Gminski      | 1980–1988 | 3.671   |
| 6.  | Estados Unidos | Jason Kidd        | 2001–2008 | 3.662   |
| 7.  | Estados Unidos | Jayson Williams   | 1992–1999 | 3.328   |
| 8.  | Estados Unidos | Chris Morris      | 1988–1995 | 2.918   |
| 9.  | Estados Unidos | Julius Erving     | 1973–1976 | 2.918   |
| 10. | Estados Unidos | Richard Jefferson | 2001–2008 | 2.627   |

### Assistências
| #   | País           | Nome                   | Período   | Assistências |
| --- | -------------- | ---------------------- | --------- | ------------ |
| 1.  | Estados Unidos | Jason Kidd             | 2001–2008 | 4.620        |
| 2.  | Estados Unidos | Bill Melchionni        | 1969–1976 | 3.044        |
| 3.  | Estados Unidos | Kenny Anderson         | 1991–1996 | 2.363        |
| 4.  | Estados Unidos | Deron Williams         | 2010–2015 | 2.078        |
| 5.  | Estados Unidos | Spencer Dinwiddie      | 2016–2021 | 1.985        |
| 6.  | Estados Unidos | Darwin Cook            | 1980–1986 | 1.970        |
| 7.  | Estados Unidos | Vince Carter           | 2005–2009 | 1.762        |
| 8.  | Estados Unidos | Richard Jefferson      | 2001–2008 | 1.486        |
| 9.  | Estados Unidos | Devin Harris           | 2007–2011 | 1.473        |
| 10. | Estados Unidos | Micheal Ray Richardson | 1982–1986 | 1.410        |

## Treinadores
Houve 23 treinadores principais na franquia Nets, O primeiro treinador da franquia foi Max Zaslofsky, que liderou a equipe por duas temporadas. Kevin Loughery é o único técnico dos Nets a ter liderado a equipe em um título; os Nets venceram o título da ABA em 1974 e 1976 durante o seu mandato. Loughery é o líder de todos os tempos da franquia em jogos regulares treinados (615) e vitórias (297); P. J. Carlesimo é o líder de todos os tempos da franquia na porcentagem vencedora da temporada regular (0,648). Byron Scott é o líder de todos os tempos da franquia em jogos de playoff treinados (40) e vitórias (25), bem como percentual de vitórias (0,625).
Chuck Daly e Bill Fitch foram selecionados como dois dos 10 melhores treinadores da história da NBA. Daly, Brown e Lou Carnesecca são os únicos treinadores dos Nets a entrarem no Basketball Hall of Fame como treinadores.
Zaslofsky, York Larese, Lou Carnesecca, Dave Wohl, Butch Beard, John Calipari, Tom Barrise e Kiki Vandeweghe passaram toda as suas carreiras de treinador com os Nets / Americans.
| #                    | Nome                 | Tempo                | Jogos                | V                    | D                    | %                    | Jogos                | V                    | D                    | %                    | Conquistas                            | Referência           |
| #                    | Nome                 | Tempo                | Temporada regular    | Temporada regular    | Temporada regular    | Temporada regular    | Playoffs             | Playoffs             | Playoffs             | Playoffs             | Conquistas                            | Referência           |
| New Jersey Americans | New Jersey Americans | New Jersey Americans | New Jersey Americans | New Jersey Americans | New Jersey Americans | New Jersey Americans | New Jersey Americans | New Jersey Americans | New Jersey Americans | New Jersey Americans | New Jersey Americans                  | New Jersey Americans |
| -------------------- | -------------------- | -------------------- | -------------------- | -------------------- | -------------------- | -------------------- | -------------------- | -------------------- | -------------------- | -------------------- | ------------------------------------- | -------------------- |
| 1                    | Max Zaslofsky        | 1967–1968            | 78                   | 36                   | 42                   | ,462                 | 0                    | 0                    | 0                    | –                    |                                       | [ 182 ]              |
| New York Nets        |                      |                      |                      |                      |                      |                      |                      |                      |                      |                      |                                       |                      |
| —                    | Max Zaslofsky        | 1968–1969            | 78                   | 17                   | 61                   | ,218                 | 0                    | 0                    | 0                    | –                    |                                       | [ 182 ]              |
| 2                    | York Larese          | 1969–1970            | 84                   | 39                   | 45                   | ,464                 | 7                    | 3                    | 4                    | ,429                 |                                       | [ 183 ]              |
| 3                    | Lou Carnesecca       | 1970–1973            | 252                  | 114                  | 138                  | ,452                 | 30                   | 13                   | 17                   | ,433                 |                                       | [ 184 ]              |
| 4                    | Kevin Loughery       | 1973–1977            | 334                  | 190                  | 144                  | ,569                 | 32                   | 21                   | 11                   | ,656                 | 2 títulos da ABA (1974, 1976)         | [ 185 ]              |
| New Jersey Nets      |                      |                      |                      |                      |                      |                      |                      |                      |                      |                      |                                       |                      |
| —                    | Kevin Loughery       | 1977–1980            | 281                  | 107                  | 174                  | ,381                 | 2                    | 0                    | 2                    | ,000                 |                                       | [ 185 ]              |
| 5                    | Bob MacKinnon        | 1980–1981            | 47                   | 12                   | 35                   | ,255                 | 0                    | 0                    | 0                    | –                    |                                       | [ 186 ]              |
| 6                    | Larry Brown          | 1981–1983            | 158                  | 91                   | 67                   | ,576                 | 2                    | 0                    | 2                    | ,000                 |                                       | [ 187 ]              |
| 7                    | Bill Blair           | 1983                 | 6                    | 2                    | 4                    | ,333                 | 2                    | 0                    | 2                    | ,000                 |                                       | [ 188 ]              |
| 8                    | Stan Albeck          | 1983–1985            | 164                  | 87                   | 77                   | ,530                 | 14                   | 5                    | 9                    | ,357                 |                                       | [ 189 ]              |
| 9                    | Dave Wohl            | 1985–1987            | 179                  | 65                   | 114                  | ,363                 | 3                    | 0                    | 3                    | ,000                 |                                       | [ 190 ]              |
| —                    | Bob MacKinnon        | 1987–1988            | 39                   | 10                   | 29                   | ,256                 | 0                    | 0                    | 0                    | –                    |                                       | [ 186 ]              |
| 10                   | Willis Reed          | 1988–1989            | 110                  | 33                   | 77                   | ,300                 | 0                    | 0                    | 0                    | –                    |                                       | [ 191 ]              |
| 11                   | Bill Fitch           | 1989–1992            | 246                  | 83                   | 163                  | ,337                 | 4                    | 1                    | 3                    | ,250                 |                                       | [ 192 ]              |
| 12                   | Chuck Daly           | 1992–1994            | 164                  | 88                   | 76                   | ,537                 | 9                    | 3                    | 6                    | ,333                 |                                       | [ 193 ]              |
| 13                   | Butch Beard          | 1994–1996            | 164                  | 60                   | 104                  | ,366                 | 0                    | 0                    | 0                    | –                    |                                       | [ 194 ]              |
| 14                   | John Calipari        | 1996–1999            | 184                  | 72                   | 112                  | ,391                 | 3                    | 0                    | 3                    | ,000                 |                                       | [ 195 ]              |
| 15                   | Don Casey            | 1999–2000            | 112                  | 44                   | 68                   | ,393                 | 0                    | 0                    | 0                    | –                    |                                       | [ 196 ]              |
| 16                   | Byron Scott          | 2000–2004            | 288                  | 149                  | 139                  | ,517                 | 40                   | 25                   | 15                   | ,625                 | 2 aparições seguida nas finais da NBA | [ 197 ]              |
| 17                   | Lawrence Frank       | 2004–2009            | 466                  | 225                  | 241                  | ,483                 | 38                   | 18                   | 20                   | ,474                 |                                       | [ 198 ]              |
| 18                   | Tom Barrise          | 2009                 | 2                    | 0                    | 2                    | ,000                 | 0                    | 0                    | 0                    | –                    |                                       | [ 198 ]              |
| 19                   | Kiki Vandeweghe      | 2009–2010            | 64                   | 12                   | 52                   | ,188                 | 0                    | 0                    | 0                    | –                    |                                       | [ 199 ]              |
| 20                   | Avery Johnson        | 2010–2012            | 148                  | 46                   | 102                  | ,311                 | 0                    | 0                    | 0                    | –                    |                                       | [ 200 ]              |
| Brooklyn Nets        |                      |                      |                      |                      |                      |                      |                      |                      |                      |                      |                                       |                      |
| —                    | Avery Johnson        | 2012                 | 28                   | 14                   | 14                   | ,500                 | 0                    | 0                    | 0                    | –                    |                                       | [ 200 ]              |
| 21                   | P. J. Carlesimo      | 2012–2013            | 54                   | 35                   | 19                   | ,648                 | 7                    | 3                    | 4                    | ,429                 |                                       | [ 201 ]              |
| 22                   | Jason Kidd           | 2013–2014            | 82                   | 44                   | 38                   | ,537                 | 12                   | 5                    | 7                    | ,417                 |                                       | [ 202 ]              |
| 23                   | Lionel Hollins       | 2014–2016            | 119                  | 48                   | 71                   | ,403                 | 6                    | 2                    | 4                    | ,333                 |                                       | [ 203 ]              |
| 24                   | Tony Brown           | 2016                 | 45                   | 11                   | 34                   | ,244                 | 0                    | 0                    | 0                    | –                    |                                       | [ 204 ]              |
| 25                   | Kenny Atkinson       | 2016–2020            | 308                  | 118                  | 190                  | ,383                 | 5                    | 1                    | 4                    | .200                 |                                       | [ 205 ]              |
| 26                   | Steve Nash           | 2020–2022            | 161                  | 94                   | 67                   | .584                 | 16                   | 7                    | 9                    | .438                 |                                       | [ 206 ]              |
| 27                   | Jacque Vaughn        | 2022–2024            | 129                  | 64                   | 65                   | .481                 | 4                    | 0                    | 4                    | .000                 |                                       | [ 207 ]              |
| 28                   | Kevin Ollie          | 2024                 | 28                   | 11                   | 17                   | .393                 |                      |                      |                      |                      |                                       | [ 208 ]              |
| 29                   | Jordi Fernández      | 2024–Presente        | 82                   | 26                   | 56                   | .317                 |                      |                      |                      |                      |                                       | [ 209 ]              |

## Filiação na NBA D-League / G-League
Os Nets assinaram um acordo com a Springfield Armor para se tornar sua afiliada exclusiva da NBA Development League a partir da temporada 2011-12. Isso fez com que os Nets fosse o segundo time a optar por uma "afiliação híbrida" da D-League, sendo o primeiro o Houston Rockets com Rio Grande Valley Vipers. Este modelo híbrido foi bem recebido pelos GMs e proprietários. No entanto, depois de três temporadas, os Pistons compraram a equipe e renomearam para Grand Rapids Drive.

Em 6 de novembro de 2015, os Nets anunciou que havia comprado uma nova equipe da D-League para ser chamada de Long Island Nets. A equipe jogou seus jogos em casa durante a temporada de 2016-17 no Barclays Center e depois no Nassau Coliseum em Uniondale, New York, após a conclusão das reformas para a temporada 2017-18. O Long Island Nets se tornou o décimo segundo time da D-League a pertencer a uma equipe da NBA.

## Ligações Externas
- Sítio oficial (em inglês)